# Llista d'asteroides (328001-329000)
Llista d'asteroides del 328.001 al 329.000, amb data de descoberta i descobridor. És un fragment de la llista d'asteroides completa. Als asteroides se'ls dona un número quan es confirma la seva òrbita, per tant apareixen llistats aproximadament segons la data de descobriment.

## 328001-328100
| Nom    | Designació provisional | Data de descobriment   | Lloc de descobriment | Descobridor/s            |
| ------ | ---------------------- | ---------------------- | -------------------- | ------------------------ |
| 328001 | 2007 HQ2               | 16 d'abril de 2007     | Mount Lemmon         | Mt. Lemmon Survey        |
| 328002 | 2007 HQ4               | 19 d'abril de 2007     | Great Shefford       | P. Birtwhistle           |
| 328003 | 2007 HY18              | 3 de novembre de 2003  | Apache Point         | Sloan Digital Sky Survey |
| 328004 | 2007 HU27              | 18 d'abril de 2007     | Kitt Peak            | Spacewatch               |
| 328005 | 2007 HP34              | 19 d'abril de 2007     | Kitt Peak            | Spacewatch               |
| 328006 | 2007 HO41              | 20 d'abril de 2007     | Kitt Peak            | Spacewatch               |
| 328007 | 2007 HQ41              | 20 d'abril de 2007     | Kitt Peak            | Spacewatch               |
| 328008 | 2007 HX45              | 18 d'abril de 2007     | Kitt Peak            | Spacewatch               |
| 328009 | 2007 HK66              | 22 d'abril de 2007     | Mount Lemmon         | Mt. Lemmon Survey        |
| 328010 | 2007 HP66              | 22 d'abril de 2007     | Mount Lemmon         | Mt. Lemmon Survey        |
| 328011 | 2007 HZ66              | 22 d'abril de 2007     | Mount Lemmon         | Mt. Lemmon Survey        |
| 328012 | 2007 HO68              | 23 d'abril de 2007     | Kitt Peak            | Spacewatch               |
| 328013 | 2007 HC70              | 24 d'abril de 2007     | Mount Lemmon         | Mt. Lemmon Survey        |
| 328014 | 2007 HD89              | 22 d'abril de 2007     | Kitt Peak            | Spacewatch               |
| 328015 | 2007 HO96              | 18 d'abril de 2007     | Kitt Peak            | Spacewatch               |
| 328016 | 2007 HK97              | 25 d'abril de 2007     | Mount Lemmon         | Mt. Lemmon Survey        |
| 328017 | 2007 JO                | 7 de maig de 2007      | Mount Lemmon         | Mt. Lemmon Survey        |
| 328018 | 2007 JM8               | 9 de maig de 2007      | Mount Lemmon         | Mt. Lemmon Survey        |
| 328019 | 2007 JP8               | 9 de maig de 2007      | Mount Lemmon         | Mt. Lemmon Survey        |
| 328020 | 2007 JH10              | 7 de maig de 2007      | Kitt Peak            | Spacewatch               |
| 328021 | 2007 JK10              | 7 de gener de 2006     | Mount Lemmon         | Mt. Lemmon Survey        |
| 328022 | 2007 JJ12              | 7 de maig de 2007      | Kitt Peak            | Spacewatch               |
| 328023 | 2007 JZ15              | 10 de maig de 2007     | Mount Lemmon         | Mt. Lemmon Survey        |
| 328024 | 2007 JS18              | 9 de maig de 2007      | Kitt Peak            | Spacewatch               |
| 328025 | 2007 JM23              | 7 de maig de 2007      | Mount Lemmon         | Mt. Lemmon Survey        |
| 328026 | 2007 JB27              | 9 de maig de 2007      | Kitt Peak            | Spacewatch               |
| 328027 | 2007 KU2               | 21 de maig de 2007     | Tiki                 | S. F. Hoenig, N. Teamo   |
| 328028 | 2007 KU5               | 24 de maig de 2007     | Mount Lemmon         | Mt. Lemmon Survey        |
| 328029 | 2007 KM6               | 25 de maig de 2007     | Mount Lemmon         | Mt. Lemmon Survey        |
| 328030 | 2007 KV7               | 17 de maig de 2007     | Catalina             | CSS                      |
| 328031 | 2007 KX8               | 13 de gener de 2005    | Kitt Peak            | Spacewatch               |
| 328032 | 2007 LP1               | 7 de juny de 2007      | Kitt Peak            | Spacewatch               |
| 328033 | 2007 LQ1               | 7 de juny de 2007      | Kitt Peak            | Spacewatch               |
| 328034 | 2007 LX3               | 8 de juny de 2007      | Kitt Peak            | Spacewatch               |
| 328035 | 2007 LS4               | 8 de juny de 2007      | Kitt Peak            | Spacewatch               |
| 328036 | 2007 LK6               | 8 de juny de 2007      | Kitt Peak            | Spacewatch               |
| 328037 | 2007 LX7               | 8 de juny de 2007      | Kitt Peak            | Spacewatch               |
| 328038 | 2007 LP9               | 14 d'octubre de 1998   | Kitt Peak            | Spacewatch               |
| 328039 | 2007 LD16              | 10 de juny de 2007     | Kitt Peak            | Spacewatch               |
| 328040 | 2007 LJ16              | 10 de juny de 2007     | Kitt Peak            | Spacewatch               |
| 328041 | 2007 LN17              | 10 de juny de 2007     | Kitt Peak            | Spacewatch               |
| 328042 | 2007 LK18              | 13 de juny de 2007     | Anderson Mesa        | LONEOS                   |
| 328043 | 2007 LW32              | 15 de juny de 2007     | Catalina             | CSS                      |
| 328044 | 2007 MS6               | 17 de juny de 2007     | Kitt Peak            | Spacewatch               |
| 328045 | 2007 MC7               | 18 de juny de 2007     | Kitt Peak            | Spacewatch               |
| 328046 | 2007 MA8               | 18 de juny de 2007     | Kitt Peak            | Spacewatch               |
| 328047 | 2007 MZ13              | 20 de juny de 2007     | Kitt Peak            | Spacewatch               |
| 328048 | 2007 MF14              | 20 de juny de 2007     | Kitt Peak            | Spacewatch               |
| 328049 | 2007 NA6               | 10 de juliol de 2007   | Siding Spring        | Siding Spring Survey     |
| 328050 | 2007 NS6               | 10 de juliol de 2007   | Siding Spring        | Siding Spring Survey     |
| 328051 | 2007 OW                | 17 de juliol de 2007   | La Sagra             | La Sagra                 |
| 328052 | 2007 RJ132             | 13 de setembre de 2007 | Anderson Mesa        | LONEOS                   |
| 328053 | 2007 TE25              | 11 d'octubre de 2007   | Catalina             | CSS                      |
| 328054 | 2007 TS145             | 6 d'octubre de 2007    | Socorro              | LINEAR                   |
| 328055 | 2007 TB227             | 8 d'octubre de 2007    | Kitt Peak            | Spacewatch               |
| 328056 | 2007 TS318             | 12 d'octubre de 2007   | Kitt Peak            | Spacewatch               |
| 328057 | 2007 TJ332             | 11 d'octubre de 2007   | Kitt Peak            | Spacewatch               |
| 328058 | 2007 TS442             | 9 d'octubre de 2007    | Catalina             | CSS                      |
| 328059 | 2007 UB6               | 19 d'octubre de 2007   | Socorro              | LINEAR                   |
| 328060 | 2007 US46              | 20 d'octubre de 2007   | Catalina             | CSS                      |
| 328061 | 2007 UL48              | 20 d'octubre de 2007   | Mount Lemmon         | Mt. Lemmon Survey        |
| 328062 | 2007 UZ97              | 30 d'octubre de 2007   | Mount Lemmon         | Mt. Lemmon Survey        |
| 328063 | 2007 UH137             | 12 de maig de 2004     | Catalina             | CSS                      |
| 328064 | 2007 VR56              | 1 de novembre de 2007  | Kitt Peak            | Spacewatch               |
| 328065 | 2007 VJ83              | 4 de novembre de 2007  | Mount Lemmon         | Mt. Lemmon Survey        |
| 328066 | 2007 VQ124             | 5 de novembre de 2007  | Mount Lemmon         | Mt. Lemmon Survey        |
| 328067 | 2007 VK202             | 6 de novembre de 2007  | Mount Lemmon         | Mt. Lemmon Survey        |
| 328068 | 2007 VQ208             | 11 de novembre de 2007 | Mount Lemmon         | Mt. Lemmon Survey        |
| 328069 | 2007 VF245             | 14 de novembre de 2007 | Bisei SG Center      | BATTeRS                  |
| 328070 | 2007 VD310             | 6 de novembre de 2007  | Mount Lemmon         | Mt. Lemmon Survey        |
| 328071 | 2007 VM330             | 3 de novembre de 2007  | Mount Lemmon         | Mt. Lemmon Survey        |
| 328072 | 2007 WM                | 16 de novembre de 2007 | Tiki                 | N. Teamo                 |
| 328073 | 2007 WE8               | 18 de novembre de 2007 | Socorro              | LINEAR                   |
| 328074 | 2007 WO62              | 18 de novembre de 2007 | Mount Lemmon         | Mt. Lemmon Survey        |
| 328075 | 2007 XK                | 17 de març de 2005     | Mount Lemmon         | Mt. Lemmon Survey        |
| 328076 | 2007 XR28              | 6 de desembre de 2007  | Kitt Peak            | Spacewatch               |
| 328077 | 2007 XK31              | 15 de desembre de 2007 | Kitt Peak            | Spacewatch               |
| 328078 | 2007 XR31              | 15 de desembre de 2007 | Catalina             | CSS                      |
| 328079 | 2007 XU40              | 14 de desembre de 2007 | Socorro              | LINEAR                   |
| 328080 | 2007 XG48              | 15 de desembre de 2007 | Kitt Peak            | Spacewatch               |
| 328081 | 2007 XH56              | 2 de febrer de 2005    | Kitt Peak            | Spacewatch               |
| 328082 | 2007 XL57              | 4 de desembre de 2007  | Socorro              | LINEAR                   |
| 328083 | 2007 XH58              | 5 de desembre de 2007  | Kitt Peak            | Spacewatch               |
| 328084 | 2007 YN26              | 18 de desembre de 2007 | Mount Lemmon         | Mt. Lemmon Survey        |
| 328085 | 2007 YA31              | 15 de desembre de 2007 | Kitt Peak            | Spacewatch               |
| 328086 | 2007 YB44              | 30 de desembre de 2007 | Mount Lemmon         | Mt. Lemmon Survey        |
| 328087 | 2007 YP44              | 11 de novembre de 2007 | Mount Lemmon         | Mt. Lemmon Survey        |
| 328088 | 2007 YS49              | 28 de desembre de 2007 | Kitt Peak            | Spacewatch               |
| 328089 | 2007 YE63              | 31 de desembre de 2007 | Mount Lemmon         | Mt. Lemmon Survey        |
| 328090 | 2007 YG63              | 31 de desembre de 2007 | Mount Lemmon         | Mt. Lemmon Survey        |
| 328091 | 2007 YR63              | 31 de desembre de 2007 | Kitt Peak            | Spacewatch               |
| 328092 | 2007 YC64              | 30 de desembre de 2007 | Kitt Peak            | Spacewatch               |
| 328093 | 2007 YH64              | 30 de desembre de 2007 | Kitt Peak            | Spacewatch               |
| 328094 | 2007 YA68              | 30 de desembre de 2007 | Kitt Peak            | Spacewatch               |
| 328095 | 2007 YJ72              | 18 de desembre de 2007 | Mount Lemmon         | Mt. Lemmon Survey        |
| 328096 | 2008 AR                | 1 de gener de 2008     | Kitt Peak            | Spacewatch               |
| 328097 | 2008 AD14              | 10 de gener de 2008    | Mount Lemmon         | Mt. Lemmon Survey        |
| 328098 | 2008 AJ16              | 10 de gener de 2008    | Mount Lemmon         | Mt. Lemmon Survey        |
| 328099 | 2008 AW17              | 10 de gener de 2008    | Kitt Peak            | Spacewatch               |
| 328100 | 2008 AJ20              | 10 de gener de 2008    | Mount Lemmon         | Mt. Lemmon Survey        |

## 328101-328200
| Nom    | Designació provisional | Data de descobriment   | Lloc de descobriment | Descobridor/s          |
| ------ | ---------------------- | ---------------------- | -------------------- | ---------------------- |
| 328101 | 2008 AK22              | 10 de gener de 2008    | Mount Lemmon         | Mt. Lemmon Survey      |
| 328102 | 2008 AZ22              | 30 de desembre de 2007 | Mount Lemmon         | Mt. Lemmon Survey      |
| 328103 | 2008 AO23              | 10 de gener de 2008    | Mount Lemmon         | Mt. Lemmon Survey      |
| 328104 | 2008 AG25              | 10 de gener de 2008    | Mount Lemmon         | Mt. Lemmon Survey      |
| 328105 | 2008 AZ31              | 12 de gener de 2008    | La Sagra             | La Sagra               |
| 328106 | 2008 AA32              | 12 de gener de 2008    | La Sagra             | La Sagra               |
| 328107 | 2008 AG37              | 10 de gener de 2008    | Kitt Peak            | Spacewatch             |
| 328108 | 2008 AF42              | 18 de setembre de 2003 | Kitt Peak            | Spacewatch             |
| 328109 | 2008 AQ42              | 30 de desembre de 2007 | Catalina             | CSS                    |
| 328110 | 2008 AS47              | 11 de gener de 2008    | Kitt Peak            | Spacewatch             |
| 328111 | 2008 AW57              | 11 de gener de 2008    | Kitt Peak            | Spacewatch             |
| 328112 | 2008 AL65              | 11 de gener de 2008    | Mount Lemmon         | Mt. Lemmon Survey      |
| 328113 | 2008 AS65              | 11 de gener de 2008    | Kitt Peak            | Spacewatch             |
| 328114 | 2008 AO66              | 11 de gener de 2008    | Kitt Peak            | Spacewatch             |
| 328115 | 2008 AK68              | 11 de gener de 2008    | Kitt Peak            | Spacewatch             |
| 328116 | 2008 AR69              | 4 de desembre de 2007  | Mount Lemmon         | Mt. Lemmon Survey      |
| 328117 | 2008 AB71              | 12 de gener de 2008    | Kitt Peak            | Spacewatch             |
| 328118 | 2008 AY71              | 13 de gener de 2008    | Kitt Peak            | Spacewatch             |
| 328119 | 2008 AK73              | 30 de desembre de 2007 | Mount Lemmon         | Mt. Lemmon Survey      |
| 328120 | 2008 AU74              | 11 de gener de 2008    | Kitt Peak            | Spacewatch             |
| 328121 | 2008 AY96              | 14 de gener de 2008    | Kitt Peak            | Spacewatch             |
| 328122 | 2008 AL100             | 14 de gener de 2008    | Kitt Peak            | Spacewatch             |
| 328123 | 2008 AB102             | 12 de gener de 2008    | Mount Lemmon         | Mt. Lemmon Survey      |
| 328124 | 2008 AA103             | 15 de gener de 2008    | Mount Lemmon         | Mt. Lemmon Survey      |
| 328125 | 2008 AN111             | 15 de gener de 2008    | Kitt Peak            | Spacewatch             |
| 328126 | 2008 AX114             | 11 de gener de 2008    | Kitt Peak            | Spacewatch             |
| 328127 | 2008 BV                | 16 de gener de 2008    | Mount Lemmon         | Mt. Lemmon Survey      |
| 328128 | 2008 BN2               | 19 de gener de 2008    | Pla D'Arguines       | R. Ferrando            |
| 328129 | 2008 BD7               | 16 de gener de 2008    | Kitt Peak            | Spacewatch             |
| 328130 | 2008 BY8               | 16 de gener de 2008    | Kitt Peak            | Spacewatch             |
| 328131 | 2008 BC10              | 16 de gener de 2008    | Kitt Peak            | Spacewatch             |
| 328132 | 2008 BZ16              | 13 de gener de 2008    | Kitt Peak            | Spacewatch             |
| 328133 | 2008 BD19              | 30 de gener de 2008    | Kitt Peak            | Spacewatch             |
| 328134 | 2008 BG23              | 31 de gener de 2008    | Mount Lemmon         | Mt. Lemmon Survey      |
| 328135 | 2008 BL23              | 31 de gener de 2008    | Mount Lemmon         | Mt. Lemmon Survey      |
| 328136 | 2008 BC30              | 30 de gener de 2008    | Catalina             | CSS                    |
| 328137 | 2008 BY33              | 18 de juny de 1998     | Kitt Peak            | Spacewatch             |
| 328138 | 2008 BX35              | 30 de gener de 2008    | Kitt Peak            | Spacewatch             |
| 328139 | 2008 BG36              | 30 de gener de 2008    | Kitt Peak            | Spacewatch             |
| 328140 | 2008 BS38              | 31 de gener de 2008    | Mount Lemmon         | Mt. Lemmon Survey      |
| 328141 | 2008 BH39              | 30 de gener de 2008    | Catalina             | CSS                    |
| 328142 | 2008 BS41              | 30 de gener de 2008    | Mount Lemmon         | Mt. Lemmon Survey      |
| 328143 | 2008 BB51              | 30 de gener de 2008    | Mount Lemmon         | Mt. Lemmon Survey      |
| 328144 | 2008 BM51              | 16 de gener de 2008    | Kitt Peak            | Spacewatch             |
| 328145 | 2008 CE2               | 1 de febrer de 2008    | La Sagra             | La Sagra               |
| 328146 | 2008 CA10              | 2 de febrer de 2008    | Mount Lemmon         | Mt. Lemmon Survey      |
| 328147 | 2008 CB25              | 1 de febrer de 2008    | Kitt Peak            | Spacewatch             |
| 328148 | 2008 CT29              | 2 de febrer de 2008    | Kitt Peak            | Spacewatch             |
| 328149 | 2008 CY42              | 2 de febrer de 2008    | Kitt Peak            | Spacewatch             |
| 328150 | 2008 CC43              | 2 de febrer de 2008    | Kitt Peak            | Spacewatch             |
| 328151 | 2008 CG54              | 7 de febrer de 2008    | Catalina             | CSS                    |
| 328152 | 2008 CE65              | 8 de febrer de 2008    | Mount Lemmon         | Mt. Lemmon Survey      |
| 328153 | 2008 CT86              | 7 de febrer de 2008    | Mount Lemmon         | Mt. Lemmon Survey      |
| 328154 | 2008 CJ105             | 30 de gener de 2008    | Socorro              | LINEAR                 |
| 328155 | 2008 CW129             | 8 de febrer de 2008    | Kitt Peak            | Spacewatch             |
| 328156 | 2008 CB130             | 8 de febrer de 2008    | Kitt Peak            | Spacewatch             |
| 328157 | 2008 CB132             | 18 de setembre de 2006 | Kitt Peak            | Spacewatch             |
| 328158 | 2008 CA133             | 8 de febrer de 2008    | Kitt Peak            | Spacewatch             |
| 328159 | 2008 CD133             | 8 de febrer de 2008    | Kitt Peak            | Spacewatch             |
| 328160 | 2008 CE138             | 8 de febrer de 2008    | Kitt Peak            | Spacewatch             |
| 328161 | 2008 CL158             | 9 de febrer de 2008    | Catalina             | CSS                    |
| 328162 | 2008 CH178             | 6 de febrer de 2008    | Anderson Mesa        | LONEOS                 |
| 328163 | 2008 CP179             | 6 de febrer de 2008    | Purple Mountain      | PMO NEO Survey Program |
| 328164 | 2008 CN192             | 3 de febrer de 2008    | Catalina             | CSS                    |
| 328165 | 2008 CH194             | 10 de febrer de 2008   | Mount Lemmon         | Mt. Lemmon Survey      |
| 328166 | 2008 CN196             | 2 de febrer de 2008    | Kitt Peak            | Spacewatch             |
| 328167 | 2008 CV197             | 10 de febrer de 2008   | Mount Lemmon         | Mt. Lemmon Survey      |
| 328168 | 2008 CY200             | 10 de febrer de 2008   | Kitt Peak            | Spacewatch             |
| 328169 | 2008 CC201             | 12 de febrer de 2008   | Kitt Peak            | Spacewatch             |
| 328170 | 2008 CL210             | 2 de febrer de 2008    | Kitt Peak            | Spacewatch             |
| 328171 | 2008 CE215             | 30 de setembre de 2006 | Mount Lemmon         | Mt. Lemmon Survey      |
| 328172 | 2008 CJ215             | 1 de gener de 2008     | Mount Lemmon         | Mt. Lemmon Survey      |
| 328173 | 2008 CM215             | 13 de febrer de 2008   | Socorro              | LINEAR                 |
| 328174 | 2008 DP                | 24 de febrer de 2008   | Gaisberg             | R. Gierlinger          |
| 328175 | 2008 DN1               | 24 de febrer de 2008   | Kitt Peak            | Spacewatch             |
| 328176 | 2008 DU3               | 24 de febrer de 2008   | Mount Lemmon         | Mt. Lemmon Survey      |
| 328177 | 2008 DH15              | 26 de febrer de 2008   | Mount Lemmon         | Mt. Lemmon Survey      |
| 328178 | 2008 DZ23              | 26 de febrer de 2008   | Mount Lemmon         | Mt. Lemmon Survey      |
| 328179 | 2008 DS27              | 24 de febrer de 2008   | Mount Lemmon         | Mt. Lemmon Survey      |
| 328180 | 2008 DB33              | 27 de febrer de 2008   | Kitt Peak            | Spacewatch             |
| 328181 | 2008 DF36              | 27 de febrer de 2008   | Mount Lemmon         | Mt. Lemmon Survey      |
| 328182 | 2008 DL36              | 27 de febrer de 2008   | Mount Lemmon         | Mt. Lemmon Survey      |
| 328183 | 2008 DN36              | 21 de març de 1993     | La Silla             | UESAC                  |
| 328184 | 2008 DB37              | 27 de febrer de 2008   | Catalina             | CSS                    |
| 328185 | 2008 DX40              | 27 de febrer de 2008   | Lulin                | LUSS                   |
| 328186 | 2008 DK55              | 26 de febrer de 2008   | Kitt Peak            | Spacewatch             |
| 328187 | 2008 DK59              | 27 de febrer de 2008   | Mount Lemmon         | Mt. Lemmon Survey      |
| 328188 | 2008 DY70              | 28 de febrer de 2008   | Catalina             | CSS                    |
| 328189 | 2008 DD72              | 26 de febrer de 2008   | Mount Lemmon         | Mt. Lemmon Survey      |
| 328190 | 2008 DP73              | 27 de febrer de 2008   | Mount Lemmon         | Mt. Lemmon Survey      |
| 328191 | 2008 DF81              | 27 de febrer de 2008   | Kitt Peak            | Spacewatch             |
| 328192 | 2008 DO88              | 24 de febrer de 2008   | Kitt Peak            | Spacewatch             |
| 328193 | 2008 EF6               | 2 de març de 2008      | Mount Lemmon         | Mt. Lemmon Survey      |
| 328194 | 2008 ER6               | 2 de març de 2008      | Marly                | P. Kocher              |
| 328195 | 2008 EH16              | 1 de març de 2008      | Kitt Peak            | Spacewatch             |
| 328196 | 2008 EQ16              | 1 de març de 2008      | Kitt Peak            | Spacewatch             |
| 328197 | 2008 EU24              | 3 de març de 2008      | Mount Lemmon         | Mt. Lemmon Survey      |
| 328198 | 2008 EN25              | 19 de juliol de 2001   | Palomar              | NEAT                   |
| 328199 | 2008 EX38              | 4 de març de 2008      | Kitt Peak            | Spacewatch             |
| 328200 | 2008 EW47              | 5 de març de 2008      | Kitt Peak            | Spacewatch             |

## 328201-328300
| Nom    | Designació provisional | Data de descobriment   | Lloc de descobriment | Descobridor/s            |
| ------ | ---------------------- | ---------------------- | -------------------- | ------------------------ |
| 328201 | 2008 EL48              | 5 de març de 2008      | Kitt Peak            | Spacewatch               |
| 328202 | 2008 EA50              | 6 de març de 2008      | Mount Lemmon         | Mt. Lemmon Survey        |
| 328203 | 2008 EQ54              | 6 de març de 2008      | Kitt Peak            | Spacewatch               |
| 328204 | 2008 EC55              | 6 de març de 2008      | Kitt Peak            | Spacewatch               |
| 328205 | 2008 EE56              | 7 de març de 2008      | Mount Lemmon         | Mt. Lemmon Survey        |
| 328206 | 2008 EJ69              | 10 de març de 2008     | Bisei SG Center      | BATTeRS                  |
| 328207 | 2008 EU69              | 9 de març de 2008      | Needville            | J. Dellinger, M. Eastman |
| 328208 | 2008 EZ79              | 9 de març de 2008      | Kitt Peak            | Spacewatch               |
| 328209 | 2008 EY81              | 4 de març de 2008      | Socorro              | LINEAR                   |
| 328210 | 2008 EL89              | 8 de març de 2008      | Socorro              | LINEAR                   |
| 328211 | 2008 EO96              | 7 de març de 2008      | Mount Lemmon         | Mt. Lemmon Survey        |
| 328212 | 2008 EB109             | 7 de març de 2008      | Mount Lemmon         | Mt. Lemmon Survey        |
| 328213 | 2008 EF111             | 8 de març de 2008      | Kitt Peak            | Spacewatch               |
| 328214 | 2008 EC116             | 8 de març de 2008      | Mount Lemmon         | Mt. Lemmon Survey        |
| 328215 | 2008 EJ122             | 9 de març de 2008      | Kitt Peak            | Spacewatch               |
| 328216 | 2008 ED129             | 11 de març de 2008     | Kitt Peak            | Spacewatch               |
| 328217 | 2008 EQ131             | 11 de març de 2008     | Kitt Peak            | Spacewatch               |
| 328218 | 2008 ET139             | 11 de març de 2008     | Kitt Peak            | Spacewatch               |
| 328219 | 2008 EC148             | 1 de març de 2008      | Kitt Peak            | Spacewatch               |
| 328220 | 2008 EK151             | 4 de març de 2008      | Mount Lemmon         | Mt. Lemmon Survey        |
| 328221 | 2008 ES155             | 7 de març de 2008      | Mount Lemmon         | Mt. Lemmon Survey        |
| 328222 | 2008 FZ3               | 25 de març de 2008     | Kitt Peak            | Spacewatch               |
| 328223 | 2008 FC7               | 1 d'octubre de 2005    | Kitt Peak            | Spacewatch               |
| 328224 | 2008 FY10              | 26 de març de 2008     | Kitt Peak            | Spacewatch               |
| 328225 | 2008 FM11              | 26 de març de 2008     | Mount Lemmon         | Mt. Lemmon Survey        |
| 328226 | 2008 FU15              | 26 de març de 2008     | Kitt Peak            | Spacewatch               |
| 328227 | 2008 FY27              | 27 de març de 2008     | Kitt Peak            | Spacewatch               |
| 328228 | 2008 FA34              | 28 de març de 2008     | Mount Lemmon         | Mt. Lemmon Survey        |
| 328229 | 2008 FL38              | 10 de març de 2008     | Kitt Peak            | Spacewatch               |
| 328230 | 2008 FR41              | 28 de març de 2008     | Mount Lemmon         | Mt. Lemmon Survey        |
| 328231 | 2008 FP46              | 28 de març de 2008     | Mount Lemmon         | Mt. Lemmon Survey        |
| 328232 | 2008 FB53              | 28 de març de 2008     | Kitt Peak            | Spacewatch               |
| 328233 | 2008 FB55              | 28 de març de 2008     | Mount Lemmon         | Mt. Lemmon Survey        |
| 328234 | 2008 FX55              | 28 de març de 2008     | Mount Lemmon         | Mt. Lemmon Survey        |
| 328235 | 2008 FH58              | 28 de març de 2008     | Mount Lemmon         | Mt. Lemmon Survey        |
| 328236 | 2008 FD61              | 29 de març de 2008     | Mount Lemmon         | Mt. Lemmon Survey        |
| 328237 | 2008 FG62              | 27 de març de 2008     | Kitt Peak            | Spacewatch               |
| 328238 | 2008 FC63              | 27 de març de 2008     | Kitt Peak            | Spacewatch               |
| 328239 | 2008 FU64              | 28 de març de 2008     | Kitt Peak            | Spacewatch               |
| 328240 | 2008 FH66              | 28 de març de 2008     | Kitt Peak            | Spacewatch               |
| 328241 | 2008 FZ66              | 28 de març de 2008     | Kitt Peak            | Spacewatch               |
| 328242 | 2008 FK67              | 28 de març de 2008     | Mount Lemmon         | Mt. Lemmon Survey        |
| 328243 | 2008 FU75              | 29 de març de 2008     | Kitt Peak            | Spacewatch               |
| 328244 | 2008 FW76              | 27 de març de 2008     | Kitt Peak            | Spacewatch               |
| 328245 | 2008 FF84              | 28 de març de 2008     | Mount Lemmon         | Mt. Lemmon Survey        |
| 328246 | 2008 FE90              | 29 de març de 2008     | Mount Lemmon         | Mt. Lemmon Survey        |
| 328247 | 2008 FM100             | 30 de març de 2008     | Kitt Peak            | Spacewatch               |
| 328248 | 2008 FR103             | 30 de març de 2008     | Kitt Peak            | Spacewatch               |
| 328249 | 2008 FL105             | 31 de març de 2008     | Kitt Peak            | Spacewatch               |
| 328250 | 2008 FB107             | 31 de març de 2008     | Kitt Peak            | Spacewatch               |
| 328251 | 2008 FO107             | 31 de març de 2008     | Kitt Peak            | Spacewatch               |
| 328252 | 2008 FT107             | 31 de març de 2008     | Kitt Peak            | Spacewatch               |
| 328253 | 2008 FX111             | 31 de març de 2008     | Mount Lemmon         | Mt. Lemmon Survey        |
| 328254 | 2008 FM112             | 31 de març de 2008     | Kitt Peak            | Spacewatch               |
| 328255 | 2008 FO126             | 29 de març de 2008     | Kitt Peak            | Spacewatch               |
| 328256 | 2008 FP126             | 29 de març de 2008     | Catalina             | CSS                      |
| 328257 | 2008 FB128             | 28 de març de 2008     | Kitt Peak            | Spacewatch               |
| 328258 | 2008 FN133             | 27 de març de 2008     | Mount Lemmon         | Mt. Lemmon Survey        |
| 328259 | 2008 FV136             | 29 de març de 2008     | Kitt Peak            | Spacewatch               |
| 328260 | 2008 GQ5               | 1 d'abril de 2008      | Kitt Peak            | Spacewatch               |
| 328261 | 2008 GV6               | 28 de març de 2008     | Kitt Peak            | Spacewatch               |
| 328262 | 2008 GX13              | 3 d'abril de 2008      | Mount Lemmon         | Mt. Lemmon Survey        |
| 328263 | 2008 GX18              | 4 d'abril de 2008      | Mount Lemmon         | Mt. Lemmon Survey        |
| 328264 | 2008 GG20              | 8 d'abril de 2008      | Desert Eagle         | W. K. Y. Yeung           |
| 328265 | 2008 GE23              | 1 d'abril de 2008      | Mount Lemmon         | Mt. Lemmon Survey        |
| 328266 | 2008 GQ25              | 1 d'abril de 2008      | Mount Lemmon         | Mt. Lemmon Survey        |
| 328267 | 2008 GD31              | 3 d'abril de 2008      | Mount Lemmon         | Mt. Lemmon Survey        |
| 328268 | 2008 GP37              | 3 d'abril de 2008      | Kitt Peak            | Spacewatch               |
| 328269 | 2008 GC39              | 3 d'abril de 2008      | Kitt Peak            | Spacewatch               |
| 328270 | 2008 GJ44              | 4 d'abril de 2008      | Mount Lemmon         | Mt. Lemmon Survey        |
| 328271 | 2008 GY47              | 4 d'abril de 2008      | Kitt Peak            | Spacewatch               |
| 328272 | 2008 GP48              | 5 d'abril de 2008      | Kitt Peak            | Spacewatch               |
| 328273 | 2008 GT48              | 19 de setembre de 1998 | Kitt Peak            | Spacewatch               |
| 328274 | 2008 GZ51              | 5 d'abril de 2008      | Mount Lemmon         | Mt. Lemmon Survey        |
| 328275 | 2008 GJ54              | 5 d'abril de 2008      | Kitt Peak            | Spacewatch               |
| 328276 | 2008 GN63              | 5 d'abril de 2008      | Kitt Peak            | Spacewatch               |
| 328277 | 2008 GY63              | 5 d'abril de 2008      | Mount Lemmon         | Mt. Lemmon Survey        |
| 328278 | 2008 GV68              | 6 d'abril de 2008      | Kitt Peak            | Spacewatch               |
| 328279 | 2008 GA69              | 6 d'abril de 2008      | Kitt Peak            | Spacewatch               |
| 328280 | 2008 GS69              | 6 d'abril de 2008      | Mount Lemmon         | Mt. Lemmon Survey        |
| 328281 | 2008 GP82              | 8 d'abril de 2008      | Kitt Peak            | Spacewatch               |
| 328282 | 2008 GC87              | 10 d'abril de 2008     | Kitt Peak            | Spacewatch               |
| 328283 | 2008 GJ91              | 6 d'abril de 2008      | Mount Lemmon         | Mt. Lemmon Survey        |
| 328284 | 2008 GR98              | 8 d'abril de 2008      | Kitt Peak            | Spacewatch               |
| 328285 | 2008 GR101             | 10 d'abril de 2008     | Kitt Peak            | Spacewatch               |
| 328286 | 2008 GS102             | 10 d'abril de 2008     | Kitt Peak            | Spacewatch               |
| 328287 | 2008 GM109             | 13 d'abril de 2008     | Mount Lemmon         | Mt. Lemmon Survey        |
| 328288 | 2008 GQ109             | 13 d'abril de 2008     | Mount Lemmon         | Mt. Lemmon Survey        |
| 328289 | 2008 GK111             | 6 d'abril de 2008      | Socorro              | LINEAR                   |
| 328290 | 2008 GY113             | 9 d'abril de 2008      | Kitt Peak            | Spacewatch               |
| 328291 | 2008 GV119             | 11 d'abril de 2008     | Kitt Peak            | Spacewatch               |
| 328292 | 2008 GN123             | 13 d'abril de 2008     | Kitt Peak            | Spacewatch               |
| 328293 | 2008 GZ128             | 1 d'abril de 2008      | Kitt Peak            | Spacewatch               |
| 328294 | 2008 GJ129             | 3 d'abril de 2008      | Kitt Peak            | Spacewatch               |
| 328295 | 2008 GP130             | 6 d'abril de 2008      | Kitt Peak            | Spacewatch               |
| 328296 | 2008 GJ132             | 13 d'abril de 2008     | Mount Lemmon         | Mt. Lemmon Survey        |
| 328297 | 2008 GG133             | 1 d'abril de 2008      | Kitt Peak            | Spacewatch               |
| 328298 | 2008 GN136             | 3 d'abril de 2008      | Kitt Peak            | Spacewatch               |
| 328299 | 2008 GP137             | 6 d'abril de 2008      | Mount Lemmon         | Mt. Lemmon Survey        |
| 328300 | 2008 GR137             | 6 d'abril de 2008      | Mount Lemmon         | Mt. Lemmon Survey        |

## 328301-328400
| Nom    | Designació provisional | Data de descobriment   | Lloc de descobriment | Descobridor/s          |
| ------ | ---------------------- | ---------------------- | -------------------- | ---------------------- |
| 328301 | 2008 GR138             | 6 d'abril de 2008      | Kitt Peak            | Spacewatch             |
| 328302 | 2008 GU138             | 5 d'abril de 2008      | Mount Lemmon         | Mt. Lemmon Survey      |
| 328303 | 2008 GN142             | 4 d'abril de 2008      | Catalina             | CSS                    |
| 328304 | 2008 GQ144             | 4 d'abril de 2008      | Mount Lemmon         | Mt. Lemmon Survey      |
| 328305 | 2008 HY                | 20 d'octubre de 2006   | Kitt Peak            | L. H. Wasserman        |
| 328306 | 2008 HS10              | 24 d'abril de 2008     | Kitt Peak            | Spacewatch             |
| 328307 | 2008 HT17              | 26 d'abril de 2008     | Kitt Peak            | Spacewatch             |
| 328308 | 2008 HO19              | 26 d'abril de 2008     | Kitt Peak            | Spacewatch             |
| 328309 | 2008 HT21              | 26 d'abril de 2008     | Catalina             | CSS                    |
| 328310 | 2008 HZ21              | 26 d'abril de 2008     | Mount Lemmon         | Mt. Lemmon Survey      |
| 328311 | 2008 HN32              | 29 d'abril de 2008     | Mount Lemmon         | Mt. Lemmon Survey      |
| 328312 | 2008 HJ33              | 25 d'abril de 2008     | Kitt Peak            | Spacewatch             |
| 328313 | 2008 HU36              | 30 d'abril de 2008     | Kitt Peak            | Spacewatch             |
| 328314 | 2008 HH55              | 29 d'abril de 2008     | Kitt Peak            | Spacewatch             |
| 328315 | 2008 HJ55              | 29 d'abril de 2008     | Kitt Peak            | Spacewatch             |
| 328316 | 2008 HB57              | 30 d'abril de 2008     | Kitt Peak            | Spacewatch             |
| 328317 | 2008 HA59              | 30 d'abril de 2008     | Mount Lemmon         | Mt. Lemmon Survey      |
| 328318 | 2008 HX60              | 30 d'abril de 2008     | Kitt Peak            | Spacewatch             |
| 328319 | 2008 JK7               | 6 d'abril de 2008      | Kitt Peak            | Spacewatch             |
| 328320 | 2008 JN7               | 3 de maig de 2008      | Mount Lemmon         | Mt. Lemmon Survey      |
| 328321 | 2008 JN10              | 3 de maig de 2008      | Mount Lemmon         | Mt. Lemmon Survey      |
| 328322 | 2008 JX13              | 6 de maig de 2008      | Mount Lemmon         | Mt. Lemmon Survey      |
| 328323 | 2008 JB15              | 7 de maig de 2008      | Desert Eagle         | W. K. Y. Yeung         |
| 328324 | 2008 JR15              | 2 de maig de 2008      | Kitt Peak            | Spacewatch             |
| 328325 | 2008 JW15              | 3 de maig de 2008      | Kitt Peak            | Spacewatch             |
| 328326 | 2008 JK19              | 7 de maig de 2008      | Mount Lemmon         | Mt. Lemmon Survey      |
| 328327 | 2008 JY25              | 8 de maig de 2008      | Kitt Peak            | Spacewatch             |
| 328328 | 2008 JJ26              | 13 de maig de 2008     | Mount Lemmon         | Mt. Lemmon Survey      |
| 328329 | 2008 JC28              | 8 de maig de 2008      | Kitt Peak            | Spacewatch             |
| 328330 | 2008 JU28              | 8 de maig de 2008      | Kitt Peak            | Spacewatch             |
| 328331 | 2008 JT30              | 11 de maig de 2008     | Kitt Peak            | Spacewatch             |
| 328332 | 2008 JZ31              | 5 de maig de 2008      | Mount Lemmon         | Mt. Lemmon Survey      |
| 328333 | 2008 JG34              | 14 de maig de 2008     | Catalina             | CSS                    |
| 328334 | 2008 JO34              | 15 de maig de 2008     | Kitt Peak            | Spacewatch             |
| 328335 | 2008 JU35              | 1 de maig de 2008      | Kitt Peak            | Spacewatch             |
| 328336 | 2008 JZ35              | 3 de maig de 2008      | Kitt Peak            | Spacewatch             |
| 328337 | 2008 JX36              | 3 de maig de 2008      | Kitt Peak            | Spacewatch             |
| 328338 | 2008 JV39              | 3 de maig de 2008      | Kitt Peak            | Spacewatch             |
| 328339 | 2008 KU1               | 26 de maig de 2008     | Kitt Peak            | Spacewatch             |
| 328340 | 2008 KV1               | 26 de maig de 2008     | Kitt Peak            | Spacewatch             |
| 328341 | 2008 KP2               | 27 de maig de 2008     | Kitt Peak            | Spacewatch             |
| 328342 | 2008 KZ2               | 26 de maig de 2008     | Kitt Peak            | Spacewatch             |
| 328343 | 2008 KH6               | 30 d'abril de 2008     | Mount Lemmon         | Mt. Lemmon Survey      |
| 328344 | 2008 KP7               | 27 de maig de 2008     | Mount Lemmon         | Mt. Lemmon Survey      |
| 328345 | 2008 KW12              | 27 de maig de 2008     | Kitt Peak            | Spacewatch             |
| 328346 | 2008 KX15              | 27 de maig de 2008     | Kitt Peak            | Spacewatch             |
| 328347 | 2008 KJ23              | 28 de maig de 2008     | Kitt Peak            | Spacewatch             |
| 328348 | 2008 KE31              | 29 de maig de 2008     | Kitt Peak            | Spacewatch             |
| 328349 | 2008 KF41              | 30 de maig de 2008     | Kitt Peak            | Spacewatch             |
| 328350 | 2008 LU2               | 1 de juny de 2008      | Kitt Peak            | Spacewatch             |
| 328351 | 2008 LY2               | 1 de juny de 2008      | Kitt Peak            | Spacewatch             |
| 328352 | 2008 LV7               | 4 de juny de 2008      | Kitt Peak            | Spacewatch             |
| 328353 | 2008 LG8               | 4 de juny de 2008      | Kitt Peak            | Spacewatch             |
| 328354 | 2008 LL15              | 9 de juny de 2008      | Kitt Peak            | Spacewatch             |
| 328355 | 2008 LZ16              | 7 de juny de 2008      | Kitt Peak            | Spacewatch             |
| 328356 | 2008 MT                | 27 de juny de 2008     | La Sagra             | La Sagra               |
| 328357 | 2008 NE2               | 14 de juny de 2008     | Kitt Peak            | Spacewatch             |
| 328358 | 2008 OE3               | 28 de juliol de 2008   | Crni Vrh             | Crni Vrh               |
| 328359 | 2008 OZ3               | 26 de juliol de 2008   | Siding Spring        | Siding Spring Survey   |
| 328360 | 2008 OL4               | 28 de juliol de 2008   | Crni Vrh             | Crni Vrh               |
| 328361 | 2008 OX10              | 29 de juliol de 2008   | Socorro              | LINEAR                 |
| 328362 | 2008 OY10              | 29 de juliol de 2008   | Socorro              | LINEAR                 |
| 328363 | 2008 OX19              | 29 de juliol de 2008   | Kitt Peak            | Spacewatch             |
| 328364 | 2008 OH24              | 30 de juliol de 2008   | Mount Lemmon         | Mt. Lemmon Survey      |
| 328365 | 2008 PN6               | 5 d'agost de 2008      | Skylive              | F. Tozzi               |
| 328366 | 2008 PY21              | 7 d'agost de 2008      | Kitt Peak            | Spacewatch             |
| 328367 | 2008 QR7               | 25 d'agost de 2008     | Hibiscus             | S. F. Hoenig, N. Teamo |
| 328368 | 2008 QT10              | 26 d'agost de 2008     | La Sagra             | La Sagra               |
| 328369 | 2008 QJ16              | 28 d'agost de 2008     | Hibiscus             | S. F. Hoenig, N. Teamo |
| 328370 | 2008 QY17              | 27 d'agost de 2008     | Vicques              | M. Ory                 |
| 328371 | 2008 QP18              | 28 d'agost de 2008     | Dauban               | F. Kugel               |
| 328372 | 2008 QH19              | 27 d'agost de 2008     | Klet                 | Klet                   |
| 328373 | 2008 QG21              | 26 d'agost de 2008     | Socorro              | LINEAR                 |
| 328374 | 2008 QG26              | 29 de juliol de 2008   | Kitt Peak            | Spacewatch             |
| 328375 | 2008 QR27              | 30 d'agost de 2008     | La Sagra             | La Sagra               |
| 328376 | 2008 QH28              | 30 d'agost de 2008     | La Sagra             | La Sagra               |
| 328377 | 2008 QH48              | 30 d'agost de 2008     | Socorro              | LINEAR                 |
| 328378 | 2008 RD8               | 3 de setembre de 2008  | Kitt Peak            | Spacewatch             |
| 328379 | 2008 RO31              | 2 de setembre de 2008  | Kitt Peak            | Spacewatch             |
| 328380 | 2008 RP40              | 2 de setembre de 2008  | Kitt Peak            | Spacewatch             |
| 328381 | 2008 RK41              | 2 de setembre de 2008  | Kitt Peak            | Spacewatch             |
| 328382 | 2008 RT46              | 2 de setembre de 2008  | Kitt Peak            | Spacewatch             |
| 328383 | 2008 RR56              | 3 de setembre de 2008  | Kitt Peak            | Spacewatch             |
| 328384 | 2008 RA63              | 4 de setembre de 2008  | Kitt Peak            | Spacewatch             |
| 328385 | 2008 RL74              | 6 de setembre de 2008  | Catalina             | CSS                    |
| 328386 | 2008 RE83              | 4 de setembre de 2008  | Kitt Peak            | Spacewatch             |
| 328387 | 2008 RC90              | 5 de setembre de 2008  | Kitt Peak            | Spacewatch             |
| 328388 | 2008 RD97              | 7 de setembre de 2008  | Mount Lemmon         | Mt. Lemmon Survey      |
| 328389 | 2008 RK98              | 7 de setembre de 2008  | Siding Spring        | Siding Spring Survey   |
| 328390 | 2008 RP101             | 2 de setembre de 2008  | Kitt Peak            | Spacewatch             |
| 328391 | 2008 RT105             | 6 de setembre de 2008  | Catalina             | CSS                    |
| 328392 | 2008 RF113             | 5 de setembre de 2008  | Kitt Peak            | Spacewatch             |
| 328393 | 2008 RY118             | 10 de setembre de 2008 | Siding Spring        | Siding Spring Survey   |
| 328394 | 2008 RT124             | 6 de setembre de 2008  | Mount Lemmon         | Mt. Lemmon Survey      |
| 328395 | 2008 RC129             | 7 de setembre de 2008  | Catalina             | CSS                    |
| 328396 | 2008 RF132             | 7 de setembre de 2008  | Catalina             | CSS                    |
| 328397 | 2008 RD139             | 7 de setembre de 2008  | Socorro              | LINEAR                 |
| 328398 | 2008 RN143             | 5 de setembre de 2008  | Kitt Peak            | Spacewatch             |
| 328399 | 2008 SW3               | 22 de setembre de 2008 | Socorro              | LINEAR                 |
| 328400 | 2008 SM30              | 6 de setembre de 2008  | Mount Lemmon         | Mt. Lemmon Survey      |

## 328401-328500
| Nom             | Designació provisional | Data de descobriment   | Lloc de descobriment | Descobridor/s            |
| --------------- | ---------------------- | ---------------------- | -------------------- | ------------------------ |
| 328401          | 2008 SO30              | 20 de setembre de 2008 | Kitt Peak            | Spacewatch               |
| 328402          | 2008 SF34              | 21 d'agost de 2008     | Kitt Peak            | Spacewatch               |
| 328403          | 2008 SE47              | 20 de setembre de 2008 | Kitt Peak            | Spacewatch               |
| 328404          | 2008 SH48              | 20 de setembre de 2008 | Mount Lemmon         | Mt. Lemmon Survey        |
| 328405          | 2008 SG52              | 20 de setembre de 2008 | Mount Lemmon         | Mt. Lemmon Survey        |
| 328406          | 2008 SR54              | 20 de setembre de 2008 | Mount Lemmon         | Mt. Lemmon Survey        |
| 328407          | 2008 SH61              | 20 de setembre de 2008 | Crni Vrh             | Crni Vrh                 |
| 328408          | 2008 SV63              | 21 de setembre de 2008 | Kitt Peak            | Spacewatch               |
| 328409          | 2008 SH75              | 3 d'octubre de 2003    | Kitt Peak            | Spacewatch               |
| 328410          | 2008 SN78              | 23 de setembre de 2008 | Mount Lemmon         | Mt. Lemmon Survey        |
| 328411          | 2008 SS89              | 21 de setembre de 2008 | Mount Lemmon         | Mt. Lemmon Survey        |
| 328412          | 2008 SK94              | 21 de setembre de 2008 | Mount Lemmon         | Mt. Lemmon Survey        |
| 328413          | 2008 ST106             | 21 de setembre de 2008 | Catalina             | CSS                      |
| 328414          | 2008 SP126             | 22 de setembre de 2008 | Kitt Peak            | Spacewatch               |
| 328415          | 2008 SZ157             | 24 de setembre de 2008 | Socorro              | LINEAR                   |
| 328416          | 2008 SC158             | 24 de setembre de 2008 | Socorro              | LINEAR                   |
| 328417          | 2008 SB161             | 28 de setembre de 2008 | Socorro              | LINEAR                   |
| 328418          | 2008 SZ164             | 28 de setembre de 2008 | Socorro              | LINEAR                   |
| 328419          | 2008 SM174             | 22 de setembre de 2008 | Catalina             | CSS                      |
| 328420          | 2008 SC213             | 6 de setembre de 2008  | Kitt Peak            | Spacewatch               |
| 328421          | 2008 SA238             | 29 de setembre de 2008 | Goodricke-Pigott     | R. A. Tucker             |
| 328422          | 2008 SY250             | 24 de setembre de 2008 | Kitt Peak            | Spacewatch               |
| 328423          | 2008 SP253             | 21 de setembre de 2008 | Catalina             | CSS                      |
| 328424          | 2008 SR255             | 25 de setembre de 2008 | Kitt Peak            | Spacewatch               |
| 328425          | 2008 SZ278             | 26 de setembre de 2008 | Kitt Peak            | Spacewatch               |
| 328426          | 2008 SW279             | 24 de setembre de 2008 | Mount Lemmon         | Mt. Lemmon Survey        |
| 328427          | 2008 SX285             | 21 de setembre de 2008 | Catalina             | CSS                      |
| 328428          | 2008 SZ293             | 22 d'octubre de 2003   | Apache Point         | Sloan Digital Sky Survey |
| 328429          | 2008 SK299             | 22 de setembre de 2008 | Kitt Peak            | Spacewatch               |
| 328430          | 2008 TG4               | 1 d'octubre de 2008    | La Sagra             | La Sagra                 |
| 328431          | 2008 TK4               | 1 d'octubre de 2008    | La Sagra             | La Sagra                 |
| 328432          | 2008 TP9               | 7 d'octubre de 2008    | Altschwendt          | W. Ries                  |
| 328433          | 2008 TW11              | 1 d'octubre de 2008    | Mount Lemmon         | Mt. Lemmon Survey        |
| 328434          | 2008 TM15              | 1 d'octubre de 2008    | Mount Lemmon         | Mt. Lemmon Survey        |
| 328435          | 2008 TZ16              | 1 d'octubre de 2008    | Mount Lemmon         | Mt. Lemmon Survey        |
| 328436          | 2008 TC21              | 1 d'octubre de 2008    | Mount Lemmon         | Mt. Lemmon Survey        |
| 328437          | 2008 TH24              | 2 d'octubre de 2008    | Catalina             | CSS                      |
| 328438          | 2008 TF32              | 1 d'octubre de 2008    | Kitt Peak            | Spacewatch               |
| 328439          | 2008 TW32              | 1 d'octubre de 2008    | Kitt Peak            | Spacewatch               |
| 328440          | 2008 TT34              | 1 d'octubre de 2008    | Mount Lemmon         | Mt. Lemmon Survey        |
| 328441          | 2008 TR54              | 2 d'octubre de 2008    | Kitt Peak            | Spacewatch               |
| 328442          | 2008 TX58              | 2 d'octubre de 2008    | Kitt Peak            | Spacewatch               |
| 328443          | 2008 TT62              | 2 d'octubre de 2008    | Kitt Peak            | Spacewatch               |
| 328444          | 2008 TQ68              | 2 d'octubre de 2008    | Kitt Peak            | Spacewatch               |
| 328445          | 2008 TD71              | 2 d'octubre de 2008    | Kitt Peak            | Spacewatch               |
| 328446          | 2008 TX87              | 3 d'octubre de 2008    | Kitt Peak            | Spacewatch               |
| 328447          | 2008 TT92              | 4 d'octubre de 2008    | La Sagra             | La Sagra                 |
| 328448          | 2008 TN100             | 6 d'octubre de 2008    | Mount Lemmon         | Mt. Lemmon Survey        |
| 328449          | 2008 TB103             | 6 d'octubre de 2008    | Catalina             | CSS                      |
| 328450          | 2008 TH111             | 6 d'octubre de 2008    | Catalina             | CSS                      |
| 328451          | 2008 TQ113             | 6 d'octubre de 2008    | Kitt Peak            | Spacewatch               |
| 328452          | 2008 TB122             | 7 d'octubre de 2008    | Catalina             | CSS                      |
| 328453          | 2008 TS170             | 9 d'octubre de 2008    | Mount Lemmon         | Mt. Lemmon Survey        |
| 328454          | 2008 TY175             | 10 d'octubre de 2008   | Mount Lemmon         | Mt. Lemmon Survey        |
| 328455          | 2008 TX179             | 9 de març de 2005      | Mount Lemmon         | Mt. Lemmon Survey        |
| 328456          | 2008 UG4               | 24 d'octubre de 2008   | Socorro              | LINEAR                   |
| 328457          | 2008 UF98              | 26 d'octubre de 2008   | Socorro              | LINEAR                   |
| 328458          | 2008 UF106             | 21 d'octubre de 2008   | Kitt Peak            | Spacewatch               |
| 328459          | 2008 UH106             | 21 d'octubre de 2008   | Kitt Peak            | Spacewatch               |
| 328460          | 2008 UN110             | 22 d'octubre de 2008   | Kitt Peak            | Spacewatch               |
| 328461          | 2008 US159             | 23 d'octubre de 2008   | Kitt Peak            | Spacewatch               |
| 328462          | 2008 UM189             | 25 d'octubre de 2008   | Mount Lemmon         | Mt. Lemmon Survey        |
| 328463          | 2008 UJ202             | 7 d'octubre de 2008    | Catalina             | CSS                      |
| 328464          | 2008 UY365             | 25 d'octubre de 2008   | Catalina             | CSS                      |
| 328465          | 2008 VO20              | 1 de novembre de 2008  | Mount Lemmon         | Mt. Lemmon Survey        |
| 328466          | 2008 VW24              | 2 de novembre de 2008  | Kitt Peak            | Spacewatch               |
| 328467          | 2008 WP42              | 17 de novembre de 2008 | Kitt Peak            | Spacewatch               |
| 328468          | 2008 YY31              | 30 de desembre de 2008 | Kitt Peak            | Spacewatch               |
| 328469          | 2009 BR96              | 25 de gener de 2009    | Kitt Peak            | Spacewatch               |
| 328470          | 2009 CU2               | 4 de febrer de 2009    | Bisei SG Center      | BATTeRS                  |
| 328471          | 2009 CZ57              | 3 de febrer de 2009    | Mount Lemmon         | Mt. Lemmon Survey        |
| 328472          | 2009 DM44              | 25 de febrer de 2009   | Tzec Maun            | F. Tozzi                 |
| 328473          | 2009 FW56              | 24 de març de 2009     | Catalina             | CSS                      |
| 328474          | 2009 FC59              | 26 de març de 2009     | Kitt Peak            | Spacewatch               |
| 328475          | 2009 HJ2               | 17 d'abril de 2009     | Mount Lemmon         | Mt. Lemmon Survey        |
| 328476          | 2009 HD9               | 24 de juliol de 2003   | Palomar              | NEAT                     |
| 328477 Eckstein | 2009 HG36              | 21 d'abril de 2009     | Tzec Maun            | E. Schwab                |
| 328478          | 2009 HH64              | 22 d'abril de 2009     | Kitt Peak            | Spacewatch               |
| 328479          | 2009 HL103             | 18 d'abril de 2009     | Kitt Peak            | Spacewatch               |
| 328480          | 2009 JW14              | 9 de novembre de 2007  | Kitt Peak            | Spacewatch               |
| 328481          | 2009 KA17              | 26 de maig de 2009     | Kitt Peak            | Spacewatch               |
| 328482          | 2009 KK20              | 19 de novembre de 2007 | Mount Lemmon         | Mt. Lemmon Survey        |
| 328483          | 2009 LZ5               | 15 de juny de 2009     | Mount Lemmon         | Mt. Lemmon Survey        |
| 328484          | 2009 MJ5               | 21 de juny de 2009     | Kitt Peak            | Spacewatch               |
| 328485          | 2009 MO5               | 21 de juny de 2009     | Catalina             | CSS                      |
| 328486          | 2009 MH7               | 18 d'abril de 2002     | Kitt Peak            | Spacewatch               |
| 328487          | 2009 MX8               | 28 de juny de 2009     | La Sagra             | La Sagra                 |
| 328488          | 2009 MY9               | 24 de juny de 2009     | Mount Lemmon         | Mt. Lemmon Survey        |
| 328489          | 2009 OP1               | 17 de juliol de 2009   | Hibiscus             | N. Teamo                 |
| 328490          | 2009 ON2               | 19 de juliol de 2009   | La Sagra             | La Sagra                 |
| 328491          | 2009 OX4               | 23 de juliol de 2009   | Tiki                 | N. Teamo                 |
| 328492          | 2009 OC6               | 19 de juliol de 2009   | La Sagra             | La Sagra                 |
| 328493          | 2009 OJ17              | 28 de juliol de 2009   | Kitt Peak            | Spacewatch               |
| 328494          | 2009 OX20              | 25 de juliol de 2009   | La Sagra             | La Sagra                 |
| 328495          | 2009 OZ24              | 26 de juliol de 2009   | La Sagra             | La Sagra                 |
| 328496          | 2009 PQ3               | 12 d'agost de 2009     | La Sagra             | La Sagra                 |
| 328497          | 2009 PR4               | 29 de juliol de 2009   | Catalina             | CSS                      |
| 328498          | 2009 PG7               | 15 d'agost de 2009     | Catalina             | CSS                      |
| 328499          | 2009 PU11              | 15 d'agost de 2009     | Kitt Peak            | Spacewatch               |
| 328500          | 2009 PR13              | 15 d'agost de 2009     | Kitt Peak            | Spacewatch               |

## 328501-328600
| Nom                   | Designació provisional | Data de descobriment   | Lloc de descobriment | Descobridor/s           |
| --------------------- | ---------------------- | ---------------------- | -------------------- | ----------------------- |
| 328501                | 2009 PQ14              | 15 d'agost de 2009     | Kitt Peak            | Spacewatch              |
| 328502                | 2009 PW14              | 15 d'agost de 2009     | Needville            | J. Dellinger, C. Sexton |
| 328503                | 2009 PD15              | 15 d'agost de 2009     | Catalina             | CSS                     |
| 328504                | 2009 PP15              | 15 d'agost de 2009     | Kitt Peak            | Spacewatch              |
| 328505                | 2009 PM16              | 15 d'agost de 2009     | Kitt Peak            | Spacewatch              |
| 328506                | 2009 PH17              | 15 d'agost de 2009     | Kitt Peak            | Spacewatch              |
| 328507                | 2009 QV7               | 18 d'agost de 2009     | Bergisch Gladbac     | W. Bickel               |
| 328508                | 2009 QH9               | 21 d'agost de 2009     | La Sagra             | La Sagra                |
| 328509                | 2009 QC10              | 21 d'agost de 2009     | Andrushivka          | Andrushivka             |
| 328510                | 2009 QA11              | 22 d'agost de 2009     | Dauban               | F. Kugel                |
| 328511                | 2009 QF11              | 18 d'agost de 2009     | Kitt Peak            | Spacewatch              |
| 328512                | 2009 QR11              | 16 d'agost de 2009     | La Sagra             | La Sagra                |
| 328513                | 2009 QP12              | 16 d'agost de 2009     | Kitt Peak            | Spacewatch              |
| 328514                | 2009 QT15              | 16 d'agost de 2009     | Kitt Peak            | Spacewatch              |
| 328515                | 2009 QR19              | 19 d'agost de 2009     | La Sagra             | La Sagra                |
| 328516                | 2009 QA20              | 19 d'agost de 2009     | La Sagra             | La Sagra                |
| 328517                | 2009 QN20              | 19 d'agost de 2009     | Bergisch Gladbac     | W. Bickel               |
| 328518                | 2009 QF22              | 20 d'agost de 2009     | La Sagra             | La Sagra                |
| 328519                | 2009 QZ23              | 16 d'agost de 2009     | Catalina             | CSS                     |
| 328520                | 2009 QK24              | 16 d'agost de 2009     | Catalina             | CSS                     |
| 328521                | 2009 QA29              | 23 d'agost de 2009     | La Sagra             | La Sagra                |
| 328522                | 2009 QC38              | 31 d'agost de 2009     | Bergisch Gladbac     | W. Bickel               |
| 328523                | 2009 QY47              | 28 d'agost de 2009     | La Sagra             | La Sagra                |
| 328524                | 2009 QB53              | 17 d'agost de 2009     | Siding Spring        | Siding Spring Survey    |
| 328525                | 2009 QC56              | 17 d'agost de 2009     | Kitt Peak            | Spacewatch              |
| 328526                | 2009 QR57              | 18 d'agost de 2009     | Kitt Peak            | Spacewatch              |
| 328527                | 2009 QV58              | 16 d'agost de 2009     | Kitt Peak            | Spacewatch              |
| 328528                | 2009 QK60              | 17 d'agost de 2009     | Kitt Peak            | Spacewatch              |
| 328529                | 2009 QA62              | 28 d'agost de 2009     | La Sagra             | La Sagra                |
| 328530                | 2009 QX62              | 27 d'agost de 2009     | Kitt Peak            | Spacewatch              |
| 328531                | 2009 RM4               | 13 de setembre de 2009 | Bisei SG Center      | BATTeRS                 |
| 328532                | 2009 RD12              | 12 de setembre de 2009 | Kitt Peak            | Spacewatch              |
| 328533                | 2009 RH14              | 12 de setembre de 2009 | Kitt Peak            | Spacewatch              |
| 328534                | 2009 RE17              | 12 de setembre de 2009 | Kitt Peak            | Spacewatch              |
| 328535                | 2009 RL18              | 12 de setembre de 2009 | Kitt Peak            | Spacewatch              |
| 328536                | 2009 RQ20              | 14 de setembre de 2009 | Kitt Peak            | Spacewatch              |
| 328537                | 2009 RU23              | 15 de setembre de 2009 | Kitt Peak            | Spacewatch              |
| 328538                | 2009 RQ25              | 15 de setembre de 2009 | Kitt Peak            | Spacewatch              |
| 328539                | 2009 RZ28              | 23 de gener de 2006    | Kitt Peak            | Spacewatch              |
| 328540                | 2009 RJ31              | 14 de setembre de 2009 | Kitt Peak            | Spacewatch              |
| 328541                | 2009 RW33              | 14 de setembre de 2009 | Kitt Peak            | Spacewatch              |
| 328542                | 2009 RR34              | 14 de setembre de 2009 | Kitt Peak            | Spacewatch              |
| 328543                | 2009 RZ34              | 14 de setembre de 2009 | Kitt Peak            | Spacewatch              |
| 328544                | 2009 RO35              | 14 de setembre de 2009 | Kitt Peak            | Spacewatch              |
| 328545                | 2009 RV35              | 14 de setembre de 2009 | Kitt Peak            | Spacewatch              |
| 328546                | 2009 RY41              | 15 de setembre de 2009 | Kitt Peak            | Spacewatch              |
| 328547                | 2009 RK49              | 15 de setembre de 2009 | Kitt Peak            | Spacewatch              |
| 328548                | 2009 RL50              | 15 de setembre de 2009 | Kitt Peak            | Spacewatch              |
| 328549                | 2009 RK56              | 15 de setembre de 2009 | Kitt Peak            | Spacewatch              |
| 328550                | 2009 RC57              | 15 de setembre de 2009 | Kitt Peak            | Spacewatch              |
| 328551                | 2009 RE59              | 15 de setembre de 2009 | Kitt Peak            | Spacewatch              |
| 328552                | 2009 RM60              | 14 de setembre de 2009 | Catalina             | CSS                     |
| 328553                | 2009 RN60              | 14 de setembre de 2009 | Catalina             | CSS                     |
| 328554                | 2009 RG63              | 13 de setembre de 2009 | Purple Mountain      | PMO NEO Survey Program  |
| 328555                | 2009 RH69              | 15 de setembre de 2009 | Mount Lemmon         | Mt. Lemmon Survey       |
| 328556                | 2009 RF72              | 15 de setembre de 2009 | Kitt Peak            | Spacewatch              |
| 328557                | 2009 RB73              | 15 de setembre de 2009 | Kitt Peak            | Spacewatch              |
| 328558                | 2009 RS73              | 15 de setembre de 2009 | Kitt Peak            | Spacewatch              |
| 328559                | 2009 RY73              | 15 de setembre de 2009 | Kitt Peak            | Spacewatch              |
| 328560                | 2009 RK74              | 14 de setembre de 2009 | Socorro              | LINEAR                  |
| 328561                | 2009 RW74              | 15 d'agost de 2009     | Catalina             | CSS                     |
| 328562                | 2009 RX74              | 12 de gener de 2002    | Palomar              | NEAT                    |
| 328563 Mosplanetarium | 2009 SZ1               | 17 de setembre de 2009 | Zelenchukskaya S     | T. V. Kryachko          |
| 328564                | 2009 SA9               | 16 de setembre de 2009 | Mount Lemmon         | Mt. Lemmon Survey       |
| 328565                | 2009 SH12              | 16 de setembre de 2009 | Mount Lemmon         | Mt. Lemmon Survey       |
| 328566                | 2009 SO16              | 17 de setembre de 2009 | Mount Lemmon         | Mt. Lemmon Survey       |
| 328567                | 2009 ST16              | 16 de setembre de 2009 | Kitt Peak            | Spacewatch              |
| 328568                | 2009 SB19              | 21 de setembre de 2009 | Altschwendt          | W. Ries                 |
| 328569                | 2009 SU22              | 16 de setembre de 2009 | Kitt Peak            | Spacewatch              |
| 328570                | 2009 SR23              | 16 de setembre de 2009 | Kitt Peak            | Spacewatch              |
| 328571                | 2009 SY26              | 16 de setembre de 2009 | Kitt Peak            | Spacewatch              |
| 328572                | 2009 SD27              | 16 de setembre de 2009 | Kitt Peak            | Spacewatch              |
| 328573                | 2009 SJ27              | 16 de setembre de 2009 | Kitt Peak            | Spacewatch              |
| 328574                | 2009 SP29              | 16 de setembre de 2009 | Kitt Peak            | Spacewatch              |
| 328575                | 2009 SB35              | 5 de novembre de 2005  | Kitt Peak            | Spacewatch              |
| 328576                | 2009 SH36              | 16 de setembre de 2009 | Kitt Peak            | Spacewatch              |
| 328577                | 2009 SJ36              | 16 de setembre de 2009 | Kitt Peak            | Spacewatch              |
| 328578                | 2009 SC37              | 16 de setembre de 2009 | Kitt Peak            | Spacewatch              |
| 328579                | 2009 SO38              | 16 de setembre de 2009 | Kitt Peak            | Spacewatch              |
| 328580                | 2009 SA40              | 16 de setembre de 2009 | Kitt Peak            | Spacewatch              |
| 328581                | 2009 SF40              | 16 de setembre de 2009 | Kitt Peak            | Spacewatch              |
| 328582                | 2009 SH43              | 16 de setembre de 2009 | Kitt Peak            | Spacewatch              |
| 328583                | 2009 SY45              | 16 de setembre de 2009 | Mount Lemmon         | Mt. Lemmon Survey       |
| 328584                | 2009 SG46              | 16 de setembre de 2009 | Kitt Peak            | Spacewatch              |
| 328585                | 2009 SM46              | 16 de setembre de 2009 | Kitt Peak            | Spacewatch              |
| 328586                | 2009 SQ49              | 17 de setembre de 2009 | La Sagra             | La Sagra                |
| 328587                | 2009 SU55              | 17 de setembre de 2009 | Kitt Peak            | Spacewatch              |
| 328588                | 2009 SF56              | 17 de setembre de 2009 | Kitt Peak            | Spacewatch              |
| 328589                | 2009 SS58              | 17 de setembre de 2009 | Kitt Peak            | Spacewatch              |
| 328590                | 2009 SQ61              | 17 de setembre de 2009 | Kitt Peak            | Spacewatch              |
| 328591                | 2009 SP66              | 17 de setembre de 2009 | Kitt Peak            | Spacewatch              |
| 328592                | 2009 ST67              | 17 de setembre de 2009 | Kitt Peak            | Spacewatch              |
| 328593                | 2009 SE68              | 17 de setembre de 2009 | Kitt Peak            | Spacewatch              |
| 328594                | 2009 SU69              | 17 de setembre de 2009 | Mount Lemmon         | Mt. Lemmon Survey       |
| 328595                | 2009 SO72              | 17 de setembre de 2009 | Mount Lemmon         | Mt. Lemmon Survey       |
| 328596                | 2009 SK74              | 17 de setembre de 2009 | Kitt Peak            | Spacewatch              |
| 328597                | 2009 SS74              | 17 de setembre de 2009 | Kitt Peak            | Spacewatch              |
| 328598                | 2009 SZ78              | 18 de setembre de 2009 | Kitt Peak            | Spacewatch              |
| 328599                | 2009 SH87              | 18 de setembre de 2009 | Mount Lemmon         | Mt. Lemmon Survey       |
| 328600                | 2009 SU87              | 18 de setembre de 2009 | Kitt Peak            | Spacewatch              |

## 328601-328700
| Nom    | Designació provisional | Data de descobriment   | Lloc de descobriment | Descobridor/s        |
| ------ | ---------------------- | ---------------------- | -------------------- | -------------------- |
| 328601 | 2009 SC88              | 18 de setembre de 2009 | Kitt Peak            | Spacewatch           |
| 328602 | 2009 ST92              | 18 de setembre de 2009 | Mount Lemmon         | Mt. Lemmon Survey    |
| 328603 | 2009 SU96              | 19 de setembre de 2009 | Mount Lemmon         | Mt. Lemmon Survey    |
| 328604 | 2009 SH99              | 22 de setembre de 2009 | Dauban               | F. Kugel             |
| 328605 | 2009 SF100             | 20 de setembre de 2009 | Calvin-Rehoboth      | Calvin College       |
| 328606 | 2009 SD102             | 5 d'octubre de 2004    | Anderson Mesa        | LONEOS               |
| 328607 | 2009 SN106             | 16 de setembre de 2009 | Mount Lemmon         | Mt. Lemmon Survey    |
| 328608 | 2009 SL110             | 17 de setembre de 2009 | Kitt Peak            | Spacewatch           |
| 328609 | 2009 SR114             | 18 de setembre de 2009 | Kitt Peak            | Spacewatch           |
| 328610 | 2009 SR117             | 18 de setembre de 2009 | Kitt Peak            | Spacewatch           |
| 328611 | 2009 SV117             | 18 de setembre de 2009 | Kitt Peak            | Spacewatch           |
| 328612 | 2009 SB118             | 18 de setembre de 2009 | Kitt Peak            | Spacewatch           |
| 328613 | 2009 SU126             | 18 de setembre de 2009 | Kitt Peak            | Spacewatch           |
| 328614 | 2009 SN128             | 18 de setembre de 2009 | Kitt Peak            | Spacewatch           |
| 328615 | 2009 SR132             | 18 de setembre de 2009 | Kitt Peak            | Spacewatch           |
| 328616 | 2009 SS138             | 18 de setembre de 2009 | Kitt Peak            | Spacewatch           |
| 328617 | 2009 SP142             | 19 de setembre de 2009 | Kitt Peak            | Spacewatch           |
| 328618 | 2009 SG144             | 19 de setembre de 2009 | Kitt Peak            | Spacewatch           |
| 328619 | 2009 SU144             | 19 de setembre de 2009 | Mount Lemmon         | Mt. Lemmon Survey    |
| 328620 | 2009 SD145             | 19 de setembre de 2009 | Mount Lemmon         | Mt. Lemmon Survey    |
| 328621 | 2009 SS146             | 19 de setembre de 2009 | Kitt Peak            | Spacewatch           |
| 328622 | 2009 SL150             | 19 de maig de 2004     | Siding Spring        | Siding Spring Survey |
| 328623 | 2009 SS150             | 20 de setembre de 2009 | Kitt Peak            | Spacewatch           |
| 328624 | 2009 SF153             | 29 d'octubre de 2005   | Kitt Peak            | Spacewatch           |
| 328625 | 2009 SJ154             | 1 d'octubre de 1998    | Kitt Peak            | Spacewatch           |
| 328626 | 2009 SG159             | 20 de setembre de 2009 | Kitt Peak            | Spacewatch           |
| 328627 | 2009 SW170             | 27 de setembre de 2009 | Mayhill              | A. Lowe              |
| 328628 | 2009 SU176             | 19 de setembre de 2009 | Mount Lemmon         | Mt. Lemmon Survey    |
| 328629 | 2009 SE181             | 21 de setembre de 2009 | Mount Lemmon         | Mt. Lemmon Survey    |
| 328630 | 2009 SX182             | 21 de setembre de 2009 | Mount Lemmon         | Mt. Lemmon Survey    |
| 328631 | 2009 SG190             | 22 de setembre de 2009 | Kitt Peak            | Spacewatch           |
| 328632 | 2009 SK195             | 22 de setembre de 2009 | Kitt Peak            | Spacewatch           |
| 328633 | 2009 SB203             | 22 de setembre de 2009 | Kitt Peak            | Spacewatch           |
| 328634 | 2009 SJ203             | 22 de setembre de 2009 | Kitt Peak            | Spacewatch           |
| 328635 | 2009 SF205             | 22 de setembre de 2009 | Kitt Peak            | Spacewatch           |
| 328636 | 2009 SV207             | 23 de setembre de 2009 | Kitt Peak            | Spacewatch           |
| 328637 | 2009 SX208             | 23 de setembre de 2009 | Kitt Peak            | Spacewatch           |
| 328638 | 2009 SK209             | 23 de setembre de 2009 | Kitt Peak            | Spacewatch           |
| 328639 | 2009 SB213             | 23 de setembre de 2009 | Kitt Peak            | Spacewatch           |
| 328640 | 2009 SK213             | 23 de setembre de 2009 | Kitt Peak            | Spacewatch           |
| 328641 | 2009 SG215             | 23 de setembre de 2009 | Crni Vrh             | Crni Vrh             |
| 328642 | 2009 SD216             | 24 de setembre de 2009 | Kitt Peak            | Spacewatch           |
| 328643 | 2009 SX216             | 4 de febrer de 2006    | Kitt Peak            | Spacewatch           |
| 328644 | 2009 SP220             | 24 de setembre de 2009 | Mount Lemmon         | Mt. Lemmon Survey    |
| 328645 | 2009 SK233             | 19 de setembre de 2009 | Kitt Peak            | Spacewatch           |
| 328646 | 2009 SW233             | 23 de setembre de 2009 | Kitt Peak            | Spacewatch           |
| 328647 | 2009 SZ235             | 16 de setembre de 2009 | Catalina             | CSS                  |
| 328648 | 2009 SP237             | 2 de novembre de 2004  | Anderson Mesa        | LONEOS               |
| 328649 | 2009 SA238             | 16 de setembre de 2009 | Catalina             | CSS                  |
| 328650 | 2009 SR238             | 16 de setembre de 2009 | Catalina             | CSS                  |
| 328651 | 2009 SY241             | 19 de setembre de 2009 | Catalina             | CSS                  |
| 328652 | 2009 SA243             | 10 d'octubre de 2004   | Kitt Peak            | Spacewatch           |
| 328653 | 2009 SA248             | 22 de setembre de 2009 | Mount Lemmon         | Mt. Lemmon Survey    |
| 328654 | 2009 SQ252             | 21 de setembre de 2009 | Kitt Peak            | Spacewatch           |
| 328655 | 2009 SV252             | 22 de setembre de 2009 | Kitt Peak            | Spacewatch           |
| 328656 | 2009 SA253             | 22 de setembre de 2009 | Mount Lemmon         | Mt. Lemmon Survey    |
| 328657 | 2009 SY253             | 25 de setembre de 2009 | Kitt Peak            | Spacewatch           |
| 328658 | 2009 SR255             | 23 de setembre de 2009 | Crni Vrh             | Crni Vrh             |
| 328659 | 2009 SY257             | 21 de setembre de 2009 | Mount Lemmon         | Mt. Lemmon Survey    |
| 328660 | 2009 SD262             | 15 de setembre de 2009 | Kitt Peak            | Spacewatch           |
| 328661 | 2009 SG263             | 23 de setembre de 2009 | Mount Lemmon         | Mt. Lemmon Survey    |
| 328662 | 2009 SG265             | 23 de setembre de 2009 | Mount Lemmon         | Mt. Lemmon Survey    |
| 328663 | 2009 SR275             | 25 de setembre de 2009 | Kitt Peak            | Spacewatch           |
| 328664 | 2009 SJ277             | 25 de setembre de 2009 | Kitt Peak            | Spacewatch           |
| 328665 | 2009 SE278             | 25 de setembre de 2009 | Kitt Peak            | Spacewatch           |
| 328666 | 2009 SJ282             | 17 de setembre de 2009 | Kitt Peak            | Spacewatch           |
| 328667 | 2009 SP282             | 25 de setembre de 2009 | Kitt Peak            | Spacewatch           |
| 328668 | 2009 SA283             | 25 de setembre de 2009 | Kitt Peak            | Spacewatch           |
| 328669 | 2009 SJ283             | 25 de setembre de 2009 | Kitt Peak            | Spacewatch           |
| 328670 | 2009 SM285             | 15 d'agost de 2009     | Kitt Peak            | Spacewatch           |
| 328671 | 2009 SC289             | 25 de setembre de 2009 | Kitt Peak            | Spacewatch           |
| 328672 | 2009 SO289             | 25 de setembre de 2009 | Kitt Peak            | Spacewatch           |
| 328673 | 2009 SV289             | 25 de setembre de 2009 | Kitt Peak            | Spacewatch           |
| 328674 | 2009 SV290             | 25 de setembre de 2009 | Kitt Peak            | Spacewatch           |
| 328675 | 2009 SL293             | 6 de febrer de 2007    | Kitt Peak            | Spacewatch           |
| 328676 | 2009 SS296             | 28 de setembre de 2009 | Kitt Peak            | Spacewatch           |
| 328677 | 2009 SG309             | 18 de setembre de 2009 | Anderson Mesa        | L. H. Wasserman      |
| 328678 | 2009 SY311             | 14 de desembre de 1995 | Kitt Peak            | Spacewatch           |
| 328679 | 2009 SG323             | 23 de setembre de 2009 | Mount Lemmon         | Mt. Lemmon Survey    |
| 328680 | 2009 SE327             | 28 de setembre de 2009 | Catalina             | CSS                  |
| 328681 | 2009 SK332             | 21 de setembre de 2009 | Mount Lemmon         | Mt. Lemmon Survey    |
| 328682 | 2009 SE336             | 24 de setembre de 2009 | Kitt Peak            | Spacewatch           |
| 328683 | 2009 SB341             | 23 de setembre de 2009 | Mount Lemmon         | Mt. Lemmon Survey    |
| 328684 | 2009 SF341             | 25 de setembre de 2009 | Kitt Peak            | Spacewatch           |
| 328685 | 2009 SY342             | 17 de setembre de 2009 | Kitt Peak            | Spacewatch           |
| 328686 | 2009 SB343             | 17 de setembre de 2009 | Kitt Peak            | Spacewatch           |
| 328687 | 2009 SS344             | 18 de setembre de 2009 | Kitt Peak            | Spacewatch           |
| 328688 | 2009 SE345             | 18 de setembre de 2009 | Kitt Peak            | Spacewatch           |
| 328689 | 2009 SR347             | 28 de setembre de 2009 | Mount Lemmon         | Mt. Lemmon Survey    |
| 328690 | 2009 SH348             | 21 de setembre de 2009 | Catalina             | CSS                  |
| 328691 | 2009 SM351             | 18 de setembre de 2009 | Catalina             | CSS                  |
| 328692 | 2009 SP352             | 15 de març de 2007     | Mount Lemmon         | Mt. Lemmon Survey    |
| 328693 | 2009 SB353             | 20 de setembre de 2009 | Kitt Peak            | Spacewatch           |
| 328694 | 2009 SO353             | 19 de setembre de 2009 | Mount Lemmon         | Mt. Lemmon Survey    |
| 328695 | 2009 SA357             | 20 de setembre de 2009 | Mount Lemmon         | Mt. Lemmon Survey    |
| 328696 | 2009 SG357             | 21 de setembre de 2009 | Mount Lemmon         | Mt. Lemmon Survey    |
| 328697 | 2009 SM358             | 17 de setembre de 2009 | Kitt Peak            | Spacewatch           |
| 328698 | 2009 SG361             | 29 de setembre de 2009 | Kitt Peak            | Spacewatch           |
| 328699 | 2009 SD362             | 19 de setembre de 2009 | Kitt Peak            | Spacewatch           |
| 328700 | 2009 SC363             | 28 de setembre de 2009 | Kitt Peak            | Spacewatch           |

## 328701-328800
| Nom    | Designació provisional | Data de descobriment   | Lloc de descobriment | Descobridor/s              |
| ------ | ---------------------- | ---------------------- | -------------------- | -------------------------- |
| 328701 | 2009 SJ363             | 17 de setembre de 2009 | Mount Lemmon         | Mt. Lemmon Survey          |
| 328702 | 2009 SE364             | 7 d'octubre de 2004    | Kitt Peak            | Spacewatch                 |
| 328703 | 2009 TN1               | 11 d'octubre de 2009   | La Sagra             | La Sagra                   |
| 328704 | 2009 TW2               | 12 d'octubre de 2009   | Tzec Maun            | Tzec Maun                  |
| 328705 | 2009 TG3               | 10 d'octubre de 2009   | La Sagra             | La Sagra                   |
| 328706 | 2009 TK6               | 12 d'octubre de 2009   | Mount Lemmon         | Mt. Lemmon Survey          |
| 328707 | 2009 TS6               | 12 d'octubre de 2009   | La Sagra             | La Sagra                   |
| 328708 | 2009 TW8               | 14 d'octubre de 2009   | Marly                | P. Kocher                  |
| 328709 | 2009 TT9               | 14 d'octubre de 2009   | Socorro              | LINEAR                     |
| 328710 | 2009 TZ10              | 11 d'octubre de 2009   | La Sagra             | La Sagra                   |
| 328711 | 2009 TY12              | 10 d'octubre de 2009   | Bisei SG Center      | BATTeRS                    |
| 328712 | 2009 TA13              | 15 d'octubre de 2009   | Vail-Jarnac          | Jarnac                     |
| 328713 | 2009 TB14              | 11 d'octubre de 2009   | La Sagra             | La Sagra                   |
| 328714 | 2009 TE17              | 15 d'octubre de 2009   | La Sagra             | La Sagra                   |
| 328715 | 2009 TH17              | 15 d'octubre de 2009   | La Sagra             | La Sagra                   |
| 328716 | 2009 TP17              | 15 d'octubre de 2009   | Catalina             | CSS                        |
| 328717 | 2009 TA18              | 15 d'octubre de 2009   | La Sagra             | La Sagra                   |
| 328718 | 2009 TA20              | 11 d'octubre de 2009   | Mount Lemmon         | Mt. Lemmon Survey          |
| 328719 | 2009 TZ20              | 11 d'octubre de 2009   | La Sagra             | La Sagra                   |
| 328720 | 2009 TA21              | 11 d'octubre de 2009   | La Sagra             | La Sagra                   |
| 328721 | 2009 TR21              | 12 d'octubre de 2009   | La Sagra             | La Sagra                   |
| 328722 | 2009 TF26              | 14 d'octubre de 2009   | Purple Mountain      | PMO NEO Survey Program     |
| 328723 | 2009 TT33              | 9 d'octubre de 2009    | Catalina             | CSS                        |
| 328724 | 2009 TX33              | 2 de febrer de 2006    | Kitt Peak            | Spacewatch                 |
| 328725 | 2009 TP36              | 14 d'octubre de 2009   | La Sagra             | La Sagra                   |
| 328726 | 2009 TF38              | 14 d'octubre de 2009   | Catalina             | CSS                        |
| 328727 | 2009 TA41              | 14 d'octubre de 2009   | Mount Lemmon         | Mt. Lemmon Survey          |
| 328728 | 2009 TO41              | 1 d'octubre de 2009    | Mount Lemmon         | Mt. Lemmon Survey          |
| 328729 | 2009 TF43              | 2 d'octubre de 2009    | Mount Lemmon         | Mt. Lemmon Survey          |
| 328730 | 2009 TE45              | 14 d'octubre de 2009   | La Sagra             | La Sagra                   |
| 328731 | 2009 TC46              | 14 d'octubre de 2009   | Mount Lemmon         | Mt. Lemmon Survey          |
| 328732 | 2009 TG46              | 8 d'abril de 2002      | La Silla             | C. Barbieri                |
| 328733 | 2009 TB48              | 15 d'octubre de 2009   | Mount Lemmon         | Mt. Lemmon Survey          |
| 328734 | 2009 UA1               | 17 d'octubre de 2009   | Tzec Maun            | D. Chestnov, A. Novichonok |
| 328735 | 2009 UP10              | 16 d'octubre de 2009   | Mount Lemmon         | Mt. Lemmon Survey          |
| 328736 | 2009 UC12              | 17 d'octubre de 2009   | La Sagra             | La Sagra                   |
| 328737 | 2009 UP20              | 24 d'octubre de 2009   | Mount Lemmon         | Mt. Lemmon Survey          |
| 328738 | 2009 UL25              | 18 d'octubre de 2009   | Mount Lemmon         | Mt. Lemmon Survey          |
| 328739 | 2009 UQ26              | 21 d'octubre de 2009   | Catalina             | CSS                        |
| 328740 | 2009 UN28              | 18 d'octubre de 2009   | La Canada            | J. Lacruz                  |
| 328741 | 2009 UM29              | 25 de novembre de 2005 | Kitt Peak            | Spacewatch                 |
| 328742 | 2009 UE30              | 18 d'octubre de 2009   | Mount Lemmon         | Mt. Lemmon Survey          |
| 328743 | 2009 UF30              | 18 d'octubre de 2009   | Mount Lemmon         | Mt. Lemmon Survey          |
| 328744 | 2009 UV31              | 18 d'octubre de 2009   | Mount Lemmon         | Mt. Lemmon Survey          |
| 328745 | 2009 UY33              | 18 d'octubre de 2009   | Mount Lemmon         | Mt. Lemmon Survey          |
| 328746 | 2009 UM36              | 22 d'octubre de 2009   | Mount Lemmon         | Mt. Lemmon Survey          |
| 328747 | 2009 UK37              | 22 d'octubre de 2009   | Mount Lemmon         | Mt. Lemmon Survey          |
| 328748 | 2009 UX39              | 20 de setembre de 2003 | Palomar              | NEAT                       |
| 328749 | 2009 UR57              | 23 d'octubre de 2009   | Mount Lemmon         | Mt. Lemmon Survey          |
| 328750 | 2009 UF59              | 23 d'octubre de 2009   | Mount Lemmon         | Mt. Lemmon Survey          |
| 328751 | 2009 UQ60              | 17 d'octubre de 2009   | Mount Lemmon         | Mt. Lemmon Survey          |
| 328752 | 2009 UU60              | 29 de setembre de 2009 | Kitt Peak            | Spacewatch                 |
| 328753 | 2009 UL64              | 17 d'octubre de 2009   | Mount Lemmon         | Mt. Lemmon Survey          |
| 328754 | 2009 UE66              | 17 d'octubre de 2009   | Mount Lemmon         | Mt. Lemmon Survey          |
| 328755 | 2009 UT70              | 22 d'octubre de 2009   | Mount Lemmon         | Mt. Lemmon Survey          |
| 328756 | 2009 UL76              | 21 d'octubre de 2009   | Mount Lemmon         | Mt. Lemmon Survey          |
| 328757 | 2009 UC88              | 19 d'octubre de 2009   | La Sagra             | La Sagra                   |
| 328758 | 2009 UM88              | 21 d'octubre de 2009   | Catalina             | CSS                        |
| 328759 | 2009 UN88              | 21 d'octubre de 2009   | Catalina             | CSS                        |
| 328760 | 2009 UE90              | 20 d'octubre de 2009   | Socorro              | LINEAR                     |
| 328761 | 2009 UN94              | 21 d'octubre de 2009   | Catalina             | CSS                        |
| 328762 | 2009 UZ94              | 4 de febrer de 2006    | Kitt Peak            | Spacewatch                 |
| 328763 | 2009 US96              | 22 d'octubre de 2009   | Mount Lemmon         | Mt. Lemmon Survey          |
| 328764 | 2009 UW97              | 23 d'octubre de 2009   | Mount Lemmon         | Mt. Lemmon Survey          |
| 328765 | 2009 UL99              | 18 d'octubre de 1998   | Kitt Peak            | Spacewatch                 |
| 328766 | 2009 UR100             | 23 d'octubre de 2009   | Mount Lemmon         | Mt. Lemmon Survey          |
| 328767 | 2009 UD102             | 15 d'octubre de 2009   | La Sagra             | La Sagra                   |
| 328768 | 2009 UV106             | 22 d'octubre de 2009   | Mount Lemmon         | Mt. Lemmon Survey          |
| 328769 | 2009 UG107             | 9 d'agost de 2004      | Anderson Mesa        | LONEOS                     |
| 328770 | 2009 UX107             | 23 d'octubre de 2009   | Kitt Peak            | Spacewatch                 |
| 328771 | 2009 UL108             | 23 d'octubre de 2009   | Kitt Peak            | Spacewatch                 |
| 328772 | 2009 UY109             | 23 d'octubre de 2009   | Mount Lemmon         | Mt. Lemmon Survey          |
| 328773 | 2009 UW115             | 21 d'octubre de 2009   | Mount Lemmon         | Mt. Lemmon Survey          |
| 328774 | 2009 UV118             | 23 d'octubre de 2009   | Mount Lemmon         | Mt. Lemmon Survey          |
| 328775 | 2009 UB129             | 29 d'octubre de 2009   | Bisei SG Center      | BATTeRS                    |
| 328776 | 2009 UA136             | 22 d'octubre de 2009   | Catalina             | CSS                        |
| 328777 | 2009 UG136             | 26 d'octubre de 2009   | Kitt Peak            | Spacewatch                 |
| 328778 | 2009 UL136             | 23 d'octubre de 2009   | Catalina             | CSS                        |
| 328779 | 2009 UG137             | 28 d'octubre de 2009   | La Sagra             | La Sagra                   |
| 328780 | 2009 UM137             | 16 d'octubre de 2009   | Catalina             | CSS                        |
| 328781 | 2009 UP137             | 17 d'octubre de 2009   | Catalina             | CSS                        |
| 328782 | 2009 UV140             | 25 de maig de 2007     | Mount Lemmon         | Mt. Lemmon Survey          |
| 328783 | 2009 UT146             | 27 d'octubre de 2009   | Kitt Peak            | Spacewatch                 |
| 328784 | 2009 UB147             | 24 d'octubre de 2009   | Kitt Peak            | Spacewatch                 |
| 328785 | 2009 UH150             | 20 d'octubre de 2009   | Socorro              | LINEAR                     |
| 328786 | 2009 UH152             | 24 d'octubre de 2009   | Mount Lemmon         | Mt. Lemmon Survey          |
| 328787 | 2009 UC153             | 24 d'octubre de 2009   | Catalina             | CSS                        |
| 328788 | 2009 UC154             | 20 d'octubre de 2009   | Bisei SG Center      | BATTeRS                    |
| 328789 | 2009 UF155             | 29 d'octubre de 2009   | Bisei SG Center      | BATTeRS                    |
| 328790 | 2009 VJ1               | 9 de novembre de 2009  | Mayhill              | Mayhill                    |
| 328791 | 2009 VO3               | 10 de novembre de 2009 | Tzec Maun            | F. Tozzi                   |
| 328792 | 2009 VZ3               | 8 de novembre de 2009  | Kitt Peak            | Spacewatch                 |
| 328793 | 2009 VA5               | 8 de novembre de 2009  | Kitt Peak            | Spacewatch                 |
| 328794 | 2009 VX8               | 8 de novembre de 2009  | Mount Lemmon         | Mt. Lemmon Survey          |
| 328795 | 2009 VW9               | 8 de novembre de 2009  | Catalina             | CSS                        |
| 328796 | 2009 VJ17              | 8 de novembre de 2009  | Catalina             | CSS                        |
| 328797 | 2009 VF20              | 9 de novembre de 2009  | Mount Lemmon         | Mt. Lemmon Survey          |
| 328798 | 2009 VM27              | 8 de novembre de 2009  | Kitt Peak            | Spacewatch                 |
| 328799 | 2009 VU27              | 18 de setembre de 2009 | Mount Lemmon         | Mt. Lemmon Survey          |
| 328800 | 2009 VO29              | 9 de novembre de 2009  | Kitt Peak            | Spacewatch                 |

## 328801-328900
| Nom    | Designació provisional | Data de descobriment   | Lloc de descobriment | Descobridor/s        |
| ------ | ---------------------- | ---------------------- | -------------------- | -------------------- |
| 328801 | 2009 VR32              | 9 de novembre de 2009  | Mount Lemmon         | Mt. Lemmon Survey    |
| 328802 | 2009 VJ38              | 9 de novembre de 2009  | Kitt Peak            | Spacewatch           |
| 328803 | 2009 VH42              | 13 de novembre de 2009 | Plana                | F. Fratev            |
| 328804 | 2009 VC43              | 9 de novembre de 2009  | Kitt Peak            | Spacewatch           |
| 328805 | 2009 VJ45              | 11 de novembre de 2009 | Socorro              | LINEAR               |
| 328806 | 2009 VQ45              | 8 de novembre de 2009  | Kitt Peak            | Spacewatch           |
| 328807 | 2009 VO47              | 12 d'octubre de 2009   | Mount Lemmon         | Mt. Lemmon Survey    |
| 328808 | 2009 VT57              | 12 de novembre de 2009 | La Sagra             | La Sagra             |
| 328809 | 2009 VO65              | 9 de novembre de 2009  | Kitt Peak            | Spacewatch           |
| 328810 | 2009 VC66              | 9 de novembre de 2009  | Kitt Peak            | Spacewatch           |
| 328811 | 2009 VP68              | 9 de novembre de 2009  | Mount Lemmon         | Mt. Lemmon Survey    |
| 328812 | 2009 VQ76              | 8 de novembre de 2009  | Catalina             | CSS                  |
| 328813 | 2009 VB79              | 10 de novembre de 2009 | Catalina             | CSS                  |
| 328814 | 2009 VW83              | 9 de novembre de 2009  | Kitt Peak            | Spacewatch           |
| 328815 | 2009 VW91              | 9 de novembre de 2009  | Catalina             | CSS                  |
| 328816 | 2009 VM92              | 10 de novembre de 2009 | Mount Lemmon         | Mt. Lemmon Survey    |
| 328817 | 2009 VN92              | 10 de novembre de 2009 | Catalina             | CSS                  |
| 328818 | 2009 VR95              | 10 de novembre de 2009 | Kitt Peak            | Spacewatch           |
| 328819 | 2009 VL98              | 24 d'octubre de 2003   | Kitt Peak            | M. W. Buie           |
| 328820 | 2009 VY105             | 8 de novembre de 2009  | Catalina             | CSS                  |
| 328821 | 2009 VN107             | 8 de novembre de 2009  | Catalina             | CSS                  |
| 328822 | 2009 VM109             | 9 de novembre de 2009  | Mount Lemmon         | Mt. Lemmon Survey    |
| 328823 | 2009 VU111             | 15 de novembre de 2009 | Catalina             | CSS                  |
| 328824 | 2009 VK115             | 14 de novembre de 2009 | Socorro              | LINEAR               |
| 328825 | 2009 VV115             | 15 de novembre de 2009 | Socorro              | LINEAR               |
| 328826 | 2009 WU2               | 26 de març de 2003     | Palomar              | NEAT                 |
| 328827 | 2009 WV8               | 19 de novembre de 2009 | Calvin-Rehoboth      | L. A. Molnar         |
| 328828 | 2009 WB9               | 18 de novembre de 2009 | Socorro              | LINEAR               |
| 328829 | 2009 WF17              | 8 d'octubre de 2004    | Kitt Peak            | Spacewatch           |
| 328830 | 2009 WX23              | 16 de novembre de 2009 | Tzec Maun            | Tzec Maun            |
| 328831 | 2009 WK25              | 22 de novembre de 2009 | Catalina             | CSS                  |
| 328832 | 2009 WJ26              | 20 de novembre de 2009 | Bergisch Gladbac     | W. Bickel            |
| 328833 | 2009 WP33              | 16 de novembre de 2009 | Kitt Peak            | Spacewatch           |
| 328834 | 2009 WA43              | 17 de novembre de 2009 | Catalina             | CSS                  |
| 328835 | 2009 WD44              | 18 de novembre de 2009 | Kitt Peak            | Spacewatch           |
| 328836 | 2009 WB46              | 28 d'agost de 2009     | Kitt Peak            | Spacewatch           |
| 328837 | 2009 WU47              | 19 de novembre de 2009 | Mount Lemmon         | Mt. Lemmon Survey    |
| 328838 | 2009 WD55              | 18 de setembre de 2003 | Kitt Peak            | Spacewatch           |
| 328839 | 2009 WE60              | 16 de novembre de 2009 | Kitt Peak            | Spacewatch           |
| 328840 | 2009 WV69              | 18 de novembre de 2009 | Kitt Peak            | Spacewatch           |
| 328841 | 2009 WY71              | 18 de novembre de 2009 | Kitt Peak            | Spacewatch           |
| 328842 | 2009 WY73              | 30 d'octubre de 2009   | Mount Lemmon         | Mt. Lemmon Survey    |
| 328843 | 2009 WN75              | 18 de novembre de 2009 | Kitt Peak            | Spacewatch           |
| 328844 | 2009 WV75              | 18 de novembre de 2009 | Kitt Peak            | Spacewatch           |
| 328845 | 2009 WG85              | 19 de novembre de 2009 | Kitt Peak            | Spacewatch           |
| 328846 | 2009 WD94              | 15 de setembre de 2009 | Kitt Peak            | Spacewatch           |
| 328847 | 2009 WK94              | 20 de novembre de 2009 | Kitt Peak            | Spacewatch           |
| 328848 | 2009 WT95              | 15 d'octubre de 2004   | Mount Lemmon         | Mt. Lemmon Survey    |
| 328849 | 2009 WA98              | 21 de novembre de 2009 | Kitt Peak            | Spacewatch           |
| 328850 | 2009 WU107             | 5 de març de 2006      | Kitt Peak            | Spacewatch           |
| 328851 | 2009 WD128             | 20 de novembre de 2009 | Kitt Peak            | Spacewatch           |
| 328852 | 2009 WR142             | 31 de març de 1995     | Kitt Peak            | Spacewatch           |
| 328853 | 2009 WB145             | 19 de novembre de 2009 | Mount Lemmon         | Mt. Lemmon Survey    |
| 328854 | 2009 WA146             | 19 de novembre de 2009 | Catalina             | CSS                  |
| 328855 | 2009 WA156             | 13 de maig de 2007     | Siding Spring        | Siding Spring Survey |
| 328856 | 2009 WC156             | 20 de novembre de 2009 | Kitt Peak            | Spacewatch           |
| 328857 | 2009 WU159             | 21 de novembre de 2009 | Kitt Peak            | Spacewatch           |
| 328858 | 2009 WW170             | 13 de març de 2007     | Mount Lemmon         | Mt. Lemmon Survey    |
| 328859 | 2009 WL178             | 2 d'octubre de 2003    | Kitt Peak            | Spacewatch           |
| 328860 | 2009 WC190             | 24 de novembre de 2009 | Kitt Peak            | Spacewatch           |
| 328861 | 2009 WX217             | 17 de novembre de 2009 | Catalina             | CSS                  |
| 328862 | 2009 WZ217             | 17 de novembre de 2009 | Catalina             | CSS                  |
| 328863 | 2009 WN220             | 13 d'octubre de 2004   | Kitt Peak            | Spacewatch           |
| 328864 | 2009 WB232             | 17 de novembre de 2009 | Mount Lemmon         | Mt. Lemmon Survey    |
| 328865 | 2009 WX233             | 20 de setembre de 2009 | Mount Lemmon         | Mt. Lemmon Survey    |
| 328866 | 2009 WZ234             | 19 de novembre de 2009 | Mount Lemmon         | Mt. Lemmon Survey    |
| 328867 | 2009 WH248             | 17 de novembre de 2009 | Mount Lemmon         | Mt. Lemmon Survey    |
| 328868 | 2009 WU248             | 7 de desembre de 2005  | Catalina             | CSS                  |
| 328869 | 2009 XS2               | 18 de novembre de 2003 | Kitt Peak            | Spacewatch           |
| 328870 | 2009 XN7               | 11 de desembre de 2009 | Nogales              | Tenagra II           |
| 328871 | 2010 AO61              | 20 d'octubre de 2009   | Siding Spring        | Siding Spring Survey |
| 328872 | 2010 AO92              | 8 de gener de 2010     | WISE                 | WISE                 |
| 328873 | 2010 AA95              | 14 d'octubre de 2009   | Catalina             | CSS                  |
| 328874 | 2010 AQ114             | 22 de gener de 2006    | Mount Lemmon         | Mt. Lemmon Survey    |
| 328875 | 2010 AX115             | 2 de febrer de 2006    | Mount Lemmon         | Mt. Lemmon Survey    |
| 328876 | 2010 BT25              | 27 de juliol de 2004   | Siding Spring        | Siding Spring Survey |
| 328877 | 2010 BJ70              | 13 de setembre de 2007 | Mount Lemmon         | Mt. Lemmon Survey    |
| 328878 | 2010 BP94              | 26 d'abril de 2003     | Kitt Peak            | Spacewatch           |
| 328879 | 2010 BQ105             | 19 de gener de 2005    | Kitt Peak            | Spacewatch           |
| 328880 | 2010 CJ10              | 8 de febrer de 2010    | WISE                 | WISE                 |
| 328881 | 2010 CO130             | 28 de setembre de 2008 | Mount Lemmon         | Mt. Lemmon Survey    |
| 328882 | 2010 EV3               | 2 de març de 2010      | WISE                 | WISE                 |
| 328883 | 2010 HG                | 16 d'abril de 2010     | WISE                 | WISE                 |
| 328884 | 2010 LJ109             | 17 de febrer de 2010   | Mount Lemmon         | Mt. Lemmon Survey    |
| 328885 | 2010 NU31              | 7 de juliol de 2010    | WISE                 | WISE                 |
| 328886 | 2010 OK35              | 21 de juliol de 2010   | WISE                 | WISE                 |
| 328887 | 2010 OJ58              | 10 de març de 2007     | Palomar              | NEAT                 |
| 328888 | 2010 PS48              | 23 d'octubre de 2006   | Siding Spring        | Siding Spring Survey |
| 328889 | 2010 RF9               | 19 de febrer de 2009   | Catalina             | CSS                  |
| 328890 | 2010 RL46              | 2 de setembre de 2010  | Mount Lemmon         | Mt. Lemmon Survey    |
| 328891 | 2010 RQ52              | 5 de setembre de 2010  | Bergisch Gladbac     | W. Bickel            |
| 328892 | 2010 RE87              | 2 de setembre de 2010  | Mount Lemmon         | Mt. Lemmon Survey    |
| 328893 | 2010 RU103             | 28 de setembre de 2006 | Mount Lemmon         | Mt. Lemmon Survey    |
| 328894 | 2010 RW125             | 11 de novembre de 2007 | Mount Lemmon         | Mt. Lemmon Survey    |
| 328895 | 2010 SR12              | 21 de març de 2001     | Anderson Mesa        | LONEOS               |
| 328896 | 2010 SD19              | 29 de novembre de 2003 | Kitt Peak            | Spacewatch           |
| 328897 | 2010 SV28              | 17 de setembre de 1995 | Kitt Peak            | Spacewatch           |
| 328898 | 2010 TA6               | 23 d'octubre de 2003   | Haleakala            | NEAT                 |
| 328899 | 2010 TN19              | 25 de juliol de 2007   | Siding Spring        | Siding Spring Survey |
| 328900 | 2010 TX19              | 18 d'octubre de 2007   | Kitt Peak            | Spacewatch           |

## 328901-329000
| Nom    | Designació provisional | Data de descobriment   | Lloc de descobriment | Descobridor/s     |
| ------ | ---------------------- | ---------------------- | -------------------- | ----------------- |
| 328901 | 2010 TK25              | 9 de març de 2005      | Kitt Peak            | Spacewatch        |
| 328902 | 2010 TM28              | 16 d'octubre de 2006   | Mount Lemmon         | Mt. Lemmon Survey |
| 328903 | 2010 TW28              | 3 de novembre de 2007  | Kitt Peak            | Spacewatch        |
| 328904 | 2010 TR40              | 13 de febrer de 2002   | Palomar              | NEAT              |
| 328905 | 2010 TP42              | 3 d'octubre de 2006    | Mount Lemmon         | Mt. Lemmon Survey |
| 328906 | 2010 TO129             | 8 de març de 2003      | Socorro              | LINEAR            |
| 328907 | 2010 TD150             | 21 d'octubre de 2006   | Mount Lemmon         | Mt. Lemmon Survey |
| 328908 | 2010 TW155             | 9 de novembre de 2007  | Kitt Peak            | Spacewatch        |
| 328909 | 2010 TR166             | 17 de desembre de 2006 | Catalina             | CSS               |
| 328910 | 2010 TP167             | 11 de febrer de 2004   | Kitt Peak            | Spacewatch        |
| 328911 | 2010 UZ9               | 15 de setembre de 2006 | Kitt Peak            | Spacewatch        |
| 328912 | 2010 UW10              | 14 d'octubre de 2001   | Desert Eagle         | W. K. Y. Yeung    |
| 328913 | 2010 UY10              | 21 d'octubre de 2006   | Mount Lemmon         | Mt. Lemmon Survey |
| 328914 | 2010 UT15              | 12 de desembre de 2006 | Palomar              | NEAT              |
| 328915 | 2010 UM21              | 28 de març de 2008     | Mount Lemmon         | Mt. Lemmon Survey |
| 328916 | 2010 UH25              | 23 d'agost de 2003     | Palomar              | NEAT              |
| 328917 | 2010 US27              | 1 de desembre de 2006  | Mount Lemmon         | Mt. Lemmon Survey |
| 328918 | 2010 US34              | 18 de novembre de 2003 | Kitt Peak            | Spacewatch        |
| 328919 | 2010 UX35              | 26 de gener de 1996    | Kitt Peak            | Spacewatch        |
| 328920 | 2010 UO51              | 7 de febrer de 2007    | Mount Lemmon         | Mt. Lemmon Survey |
| 328921 | 2010 UZ51              | 21 d'agost de 2006     | Kitt Peak            | Spacewatch        |
| 328922 | 2010 UF57              | 9 de febrer de 2003    | Haleakala            | NEAT              |
| 328923 | 2010 UG59              | 11 de desembre de 2004 | Kitt Peak            | Spacewatch        |
| 328924 | 2010 UN64              | 6 d'abril de 2003      | Kitt Peak            | Spacewatch        |
| 328925 | 2010 UO82              | 23 de setembre de 2000 | Anderson Mesa        | LONEOS            |
| 328926 | 2010 UG95              | 1 de març de 2008      | Kitt Peak            | Spacewatch        |
| 328927 | 2010 UP95              | 27 de gener de 2003    | Palomar              | NEAT              |
| 328928 | 2010 UJ100             | 16 de març de 2007     | Kitt Peak            | Spacewatch        |
| 328929 | 2010 VN                | 17 d'abril de 2001     | Anderson Mesa        | LONEOS            |
| 328930 | 2010 VG12              | 16 de febrer de 2004   | Kitt Peak            | Spacewatch        |
| 328931 | 2010 VP13              | 11 de gener de 2003    | Kitt Peak            | Spacewatch        |
| 328932 | 2010 VX13              | 8 d'abril de 2002      | Palomar              | NEAT              |
| 328933 | 2010 VS17              | 5 de gener de 2000     | Socorro              | LINEAR            |
| 328934 | 2010 VV25              | 10 de març de 2007     | Mount Lemmon         | Mt. Lemmon Survey |
| 328935 | 2010 VW25              | 10 de març de 2003     | Palomar              | NEAT              |
| 328936 | 2010 VS27              | 23 de març de 1995     | Kitt Peak            | Spacewatch        |
| 328937 | 2010 VW37              | 31 d'agost de 2005     | Kitt Peak            | Spacewatch        |
| 328938 | 2010 VM39              | 19 de desembre de 2003 | Socorro              | LINEAR            |
| 328939 | 2010 VW39              | 4 de novembre de 2010  | La Sagra             | La Sagra          |
| 328940 | 2010 VW41              | 28 de setembre de 2006 | Mount Lemmon         | Mt. Lemmon Survey |
| 328941 | 2010 VJ46              | 14 de setembre de 2005 | Kitt Peak            | Spacewatch        |
| 328942 | 2010 VN57              | 20 de setembre de 2003 | Kitt Peak            | Spacewatch        |
| 328943 | 2010 VB61              | 6 d'octubre de 2010    | La Sagra             | La Sagra          |
| 328944 | 2010 VO62              | 8 d'octubre de 2004    | Kitt Peak            | Spacewatch        |
| 328945 | 2010 VR62              | 29 d'agost de 2006     | Catalina             | CSS               |
| 328946 | 2010 VY62              | 10 d'octubre de 2001   | Palomar              | NEAT              |
| 328947 | 2010 VJ69              | 18 de setembre de 2001 | Anderson Mesa        | LONEOS            |
| 328948 | 2010 VQ71              | 20 de setembre de 2003 | Palomar              | NEAT              |
| 328949 | 2010 VL76              | 10 d'abril de 2002     | Socorro              | LINEAR            |
| 328950 | 2010 VX85              | 17 de gener de 2004    | Palomar              | NEAT              |
| 328951 | 2010 VM94              | 11 de novembre de 2007 | Mount Lemmon         | Mt. Lemmon Survey |
| 328952 | 2010 VF105             | 16 de gener de 2004    | Kitt Peak            | Spacewatch        |
| 328953 | 2010 VT111             | 11 de maig de 2008     | Kitt Peak            | Spacewatch        |
| 328954 | 2010 VR120             | 11 de novembre de 2006 | Kitt Peak            | Spacewatch        |
| 328955 | 2010 VW123             | 16 de desembre de 2007 | Kitt Peak            | Spacewatch        |
| 328956 | 2010 VX130             | 19 de novembre de 2001 | Socorro              | LINEAR            |
| 328957 | 2010 VP133             | 9 de novembre de 2007  | Kitt Peak            | Spacewatch        |
| 328958 | 2010 VO134             | 3 de març de 2005      | Catalina             | CSS               |
| 328959 | 2010 VG137             | 19 de novembre de 2003 | Kitt Peak            | Spacewatch        |
| 328960 | 2010 VB142             | 16 de maig de 2005     | Mount Lemmon         | Mt. Lemmon Survey |
| 328961 | 2010 VJ148             | 18 de setembre de 2003 | Kitt Peak            | Spacewatch        |
| 328962 | 2010 VP156             | 23 de gener de 2007    | Anderson Mesa        | LONEOS            |
| 328963 | 2010 VX158             | 5 d'abril de 2002      | Palomar              | NEAT              |
| 328964 | 2010 VN159             | 23 de desembre de 2006 | Mount Lemmon         | Mt. Lemmon Survey |
| 328965 | 2010 VA160             | 17 de febrer de 1999   | Socorro              | LINEAR            |
| 328966 | 2010 VF165             | 8 de febrer de 2008    | Kitt Peak            | Spacewatch        |
| 328967 | 2010 VW170             | 6 d'abril de 2008      | Kitt Peak            | Spacewatch        |
| 328968 | 2010 VZ172             | 10 de febrer de 2004   | Palomar              | NEAT              |
| 328969 | 2010 VH173             | 18 de desembre de 2004 | Mount Lemmon         | Mt. Lemmon Survey |
| 328970 | 2010 VU173             | 9 de març de 2008      | Socorro              | LINEAR            |
| 328971 | 2010 VZ174             | 8 de febrer de 2003    | Haleakala            | NEAT              |
| 328972 | 2010 VJ179             | 10 de març de 2005     | Kitt Peak            | Spacewatch        |
| 328973 | 2010 VG181             | 11 de novembre de 2006 | Kitt Peak            | Spacewatch        |
| 328974 | 2010 VY183             | 19 de setembre de 2001 | Socorro              | LINEAR            |
| 328975 | 2010 VF184             | 26 de setembre de 2000 | Socorro              | LINEAR            |
| 328976 | 2010 VO192             | 13 de setembre de 2004 | Kitt Peak            | Spacewatch        |
| 328977 | 2010 VE194             | 23 d'octubre de 2006   | Mount Lemmon         | Mt. Lemmon Survey |
| 328978 | 2010 VJ199             | 9 de març de 2003      | Palomar              | NEAT              |
| 328979 | 2010 VB200             | 5 de maig de 2006      | Kitt Peak            | Spacewatch        |
| 328980 | 2010 VT200             | 7 de novembre de 2010  | Catalina             | CSS               |
| 328981 | 2010 WL7               | 13 de febrer de 2004   | Anderson Mesa        | LONEOS            |
| 328982 | 2010 WV7               | 9 de març de 2007      | Mount Lemmon         | Mt. Lemmon Survey |
| 328983 | 2010 WH10              | 8 de juliol de 2005    | Kitt Peak            | Spacewatch        |
| 328984 | 2010 WM14              | 6 de maig de 2008      | Kitt Peak            | Spacewatch        |
| 328985 | 2010 WD16              | 24 de novembre de 2006 | Mount Lemmon         | Mt. Lemmon Survey |
| 328986 | 2010 WQ29              | 25 de juliol de 2006   | Palomar              | NEAT              |
| 328987 | 2010 WS29              | 22 de novembre de 2006 | Kitt Peak            | Spacewatch        |
| 328988 | 2010 WB48              | 18 de maig de 2002     | Palomar              | NEAT              |
| 328989 | 2010 WG55              | 22 d'octubre de 2006   | Mount Lemmon         | Mt. Lemmon Survey |
| 328990 | 2010 WD56              | 3 d'abril de 2008      | Kitt Peak            | Spacewatch        |
| 328991 | 2010 WX63              | 17 de novembre de 2006 | Kitt Peak            | Spacewatch        |
| 328992 | 2010 WZ65              | 10 de novembre de 1999 | Kitt Peak            | Spacewatch        |
| 328993 | 2010 WY71              | 29 de març de 2008     | Kitt Peak            | Spacewatch        |
| 328994 | 2010 XQ3               | 19 de novembre de 2006 | Kitt Peak            | Spacewatch        |
| 328995 | 2010 XL8               | 10 de novembre de 2004 | Kitt Peak            | Spacewatch        |
| 328996 | 2010 XL17              | 18 d'agost de 2009     | Kitt Peak            | Spacewatch        |
| 328997 | 2010 XQ18              | 27 de gener de 2003    | Socorro              | LINEAR            |
| 328998 | 2010 XW20              | 1 de novembre de 2006  | Mount Lemmon         | Mt. Lemmon Survey |
| 328999 | 2010 XK37              | 15 de desembre de 2004 | Kitt Peak            | Spacewatch        |
| 329000 | 2010 XM37              | 26 de desembre de 2005 | Kitt Peak            | Spacewatch        |